# Traza italiana

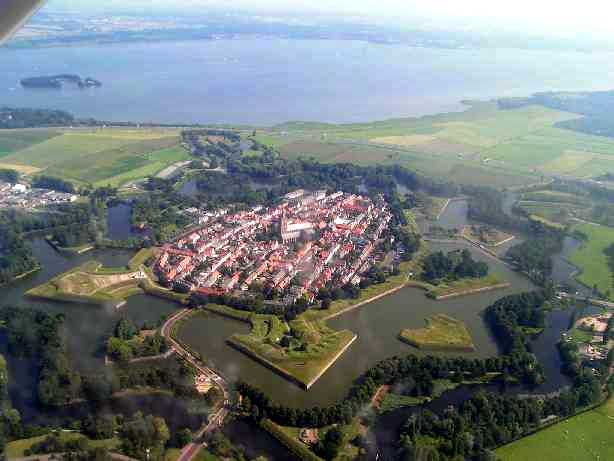
Naarden en Holanda conserva sus fortificaciones, construidas siguiendo el diseño de la traza italiana.

La traza italiana es un estilo de fortificación desarrollado en Italia a partir del siglo XV en respuesta al creciente uso de artillería en los asedios a fortificaciones. Este tipo de construcciones se extendió y perfeccionó posteriormente por el resto de Europa, especialmente durante el siglo XVII y en las áreas afectadas por la guerra de los Treinta Años, alterando profundamente las tácticas y doctrinas militares.
Estas fortificaciones se caracterizan por estructuras macizas y poco elevadas de formas poligonales con salientes triangulares llamados bastiones o baluartes en las esquinas que no dejan ángulos muertos sin cubrir por la artillería.
La nomenclatura de estas construcciones fue variando según las épocas y los países, originalmente se las llamó fortificazione alla moderna en Italia, mientras que en Francia se las llamó de tracé à l'italienne, igualmente se han usado los términos de fortaleza de estrella, fortaleza abaluartada o fortaleza poligonal, aunque este último se aplica con más propiedad a un tipo de fuerte posterior, del siglo XIX.

## Orígenes
El siglo XV vio la introducción del uso de artillería a gran escala en los campos de batalla. Los castillos medievales se construían en lugares elevados con altos muros desde los que se disparaban flechas a los asaltantes, los cuales solo podían aspirar a tomar la plaza asaltando los muros con gran coste, con laboriosas tareas de zapa o mediante asedios muy prolongados. Sin embargo estas murallas demostraron ser altamente vulnerables al uso de artillería.

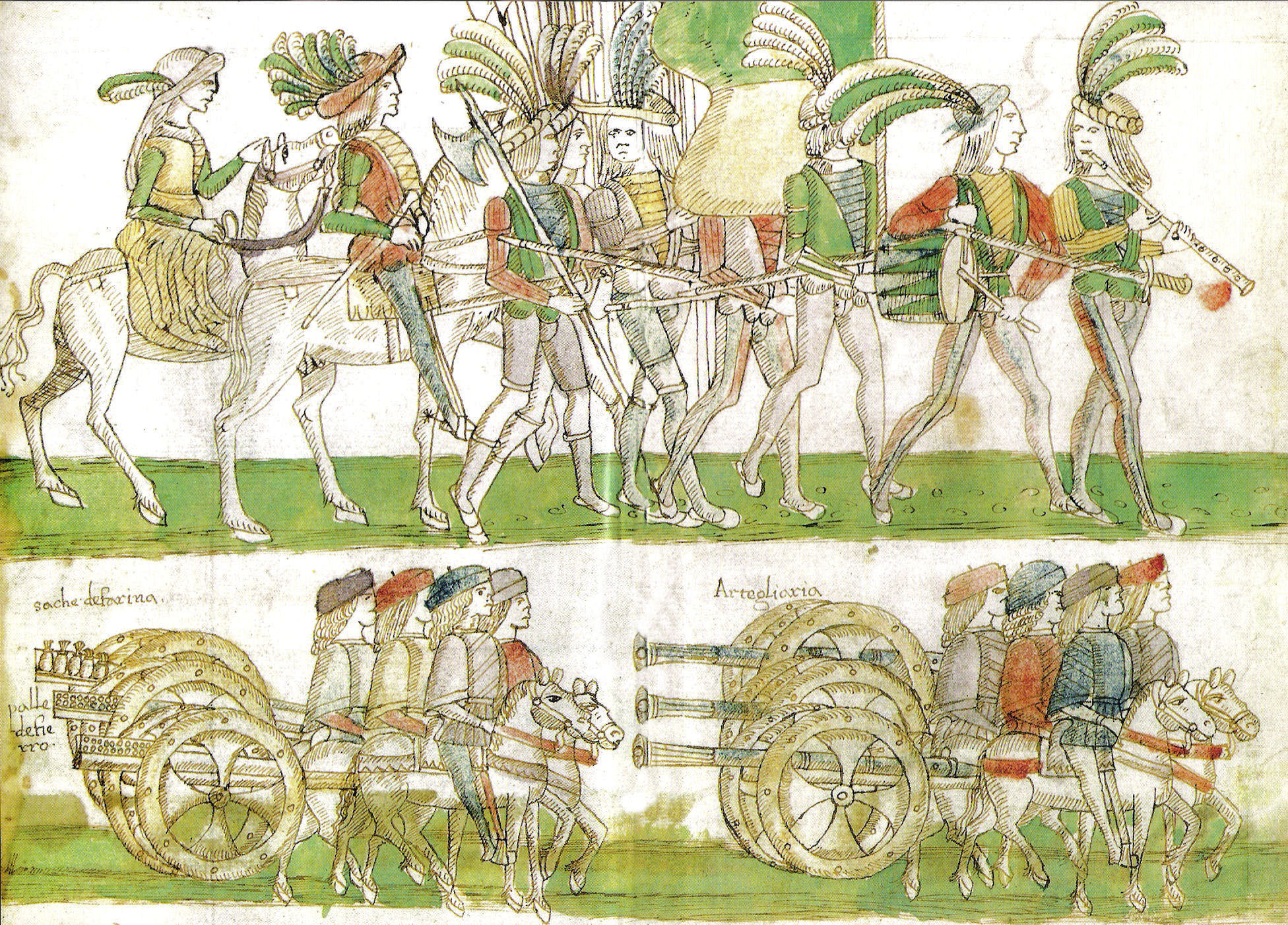
Las tropas de Carlos VIII entrando con artillería en Nápoles en 1495.

Se considera que el estímulo para la generalización de este tipo de fortaleza fue la Invasión del Reino de Nápoles por Carlos VIII de Francia (1494-1498). El ejército francés estaba equipado con la mejor artillería de la época, cañones capaces de destruir fácilmente las fortificaciones de estilo medieval. Una de las primeras experiencias para contrarrestar los cañones tuvo lugar durante el asedio de Pisa en 1500 por parte de un ejército francés de Luis XII, aliado de los florentinos, que reclamaban la ciudad como parte de sus legítimos dominios. Las murallas medievales se derrumbaron por el fuego de artillería y los pisanos construyeron rápidamente un terraplén tras la muralla que resultó más fácil de defender que el muro original, de modo que los franceses acabaron retirándose.
Esto ya había sido anticipado por arquitectos como Leon Battista Alberti quien en su De re aedificatoria (1452) sugería el uso de murallas de formas irregulares "como dientes de sierra" para soportar mejor el fuego de artillería.

### La ciudad ideal

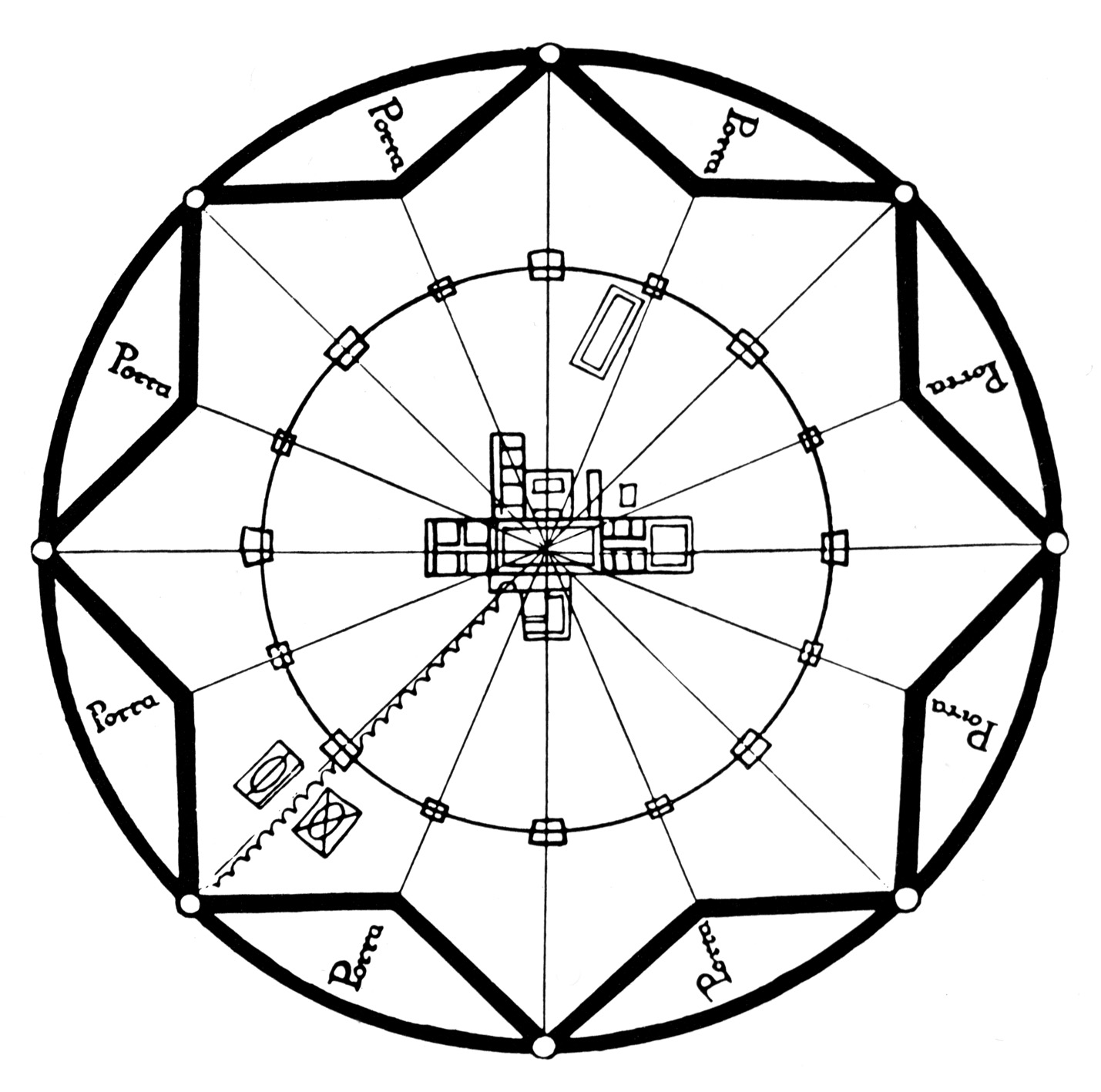
Plano de Sforzinda, por Filarete. Tiene forma de estrella con tres plazas: para la catedral, el palacio del príncipe y el mercado.

El diseño de este tipo de fortaleza se vio influenciado por el concepto filosófico renacentista de ciudad ideal. A partir de la República de Platón surgió la idea de que una ciudad planificada construida con criterios científicos y morales podría favorecer la armonía y potenciar las virtudes morales de sus habitantes, en consonancia con el concepto filosófico de utopía. Esta idea fue retomada por el Humanismo del Renacimiento, que veía la necesidad de renovar las caóticas e insalubres ciudades medievales con principios inspirados en la filosofía antigua. Numerosos filósofos, artistas y arquitectos teorizaron con las características que tal ciudad debía poseer, arraigando la idea de una ciudad de traza geométrica, con avenidas y espacios pautados reflejando la sociedad humana. La naturaleza geométrica y planificada de estas fortalezas se adaptaba con facilidad a este concepto por lo que el diseño de centros urbanos que iban a ser defendidos por este tipo de construcciones se creó en ocasiones con criterios que trascendían la naturaleza militar del proyecto.

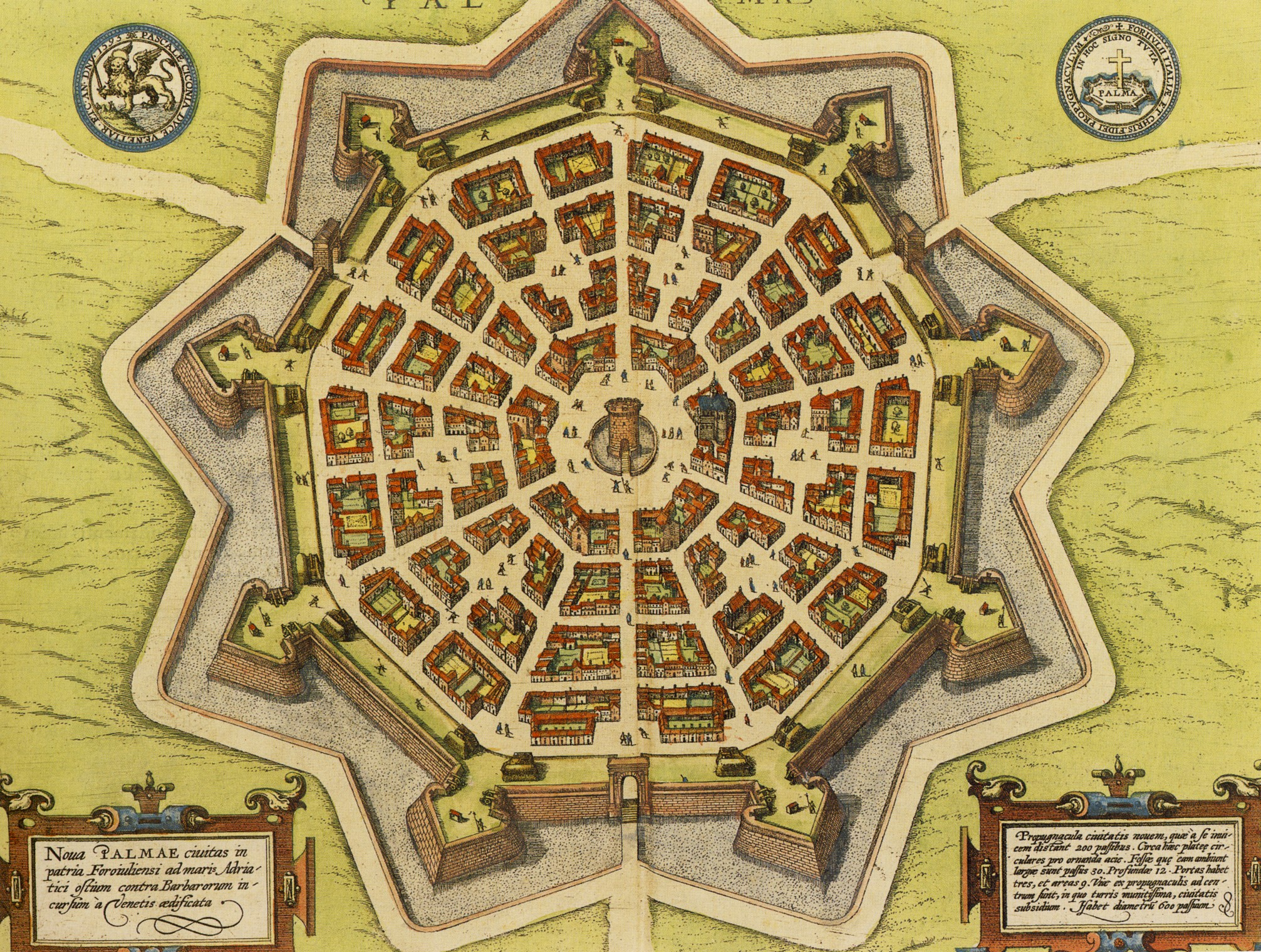
Plano de la ciudad de Palmanova en el año 1600, que aún conserva su estructura original.

El más famoso ejemplo en este sentido es la ciudad de Sforzinda, un proyecto que el arquitecto y escultor Filarete creó en 1495 en honor de Francesco Sforza. En este se definía una ciudad amurallada con forma de estrella con estructura radial. Probablemente este concepto se vio influenciado por la Ciudad Terrenal de San Agustín, en la que los vicios y virtudes se repartían en los distintos segmentos de la ciudad. También pudo influir la descripción de la Atlántida de Platón, también con planta radial. Sforzinda nunca se construyó como tal pero influyó en otros proyectos como la ciudad de Palmanova en 1593.

### Fortalezas de transición

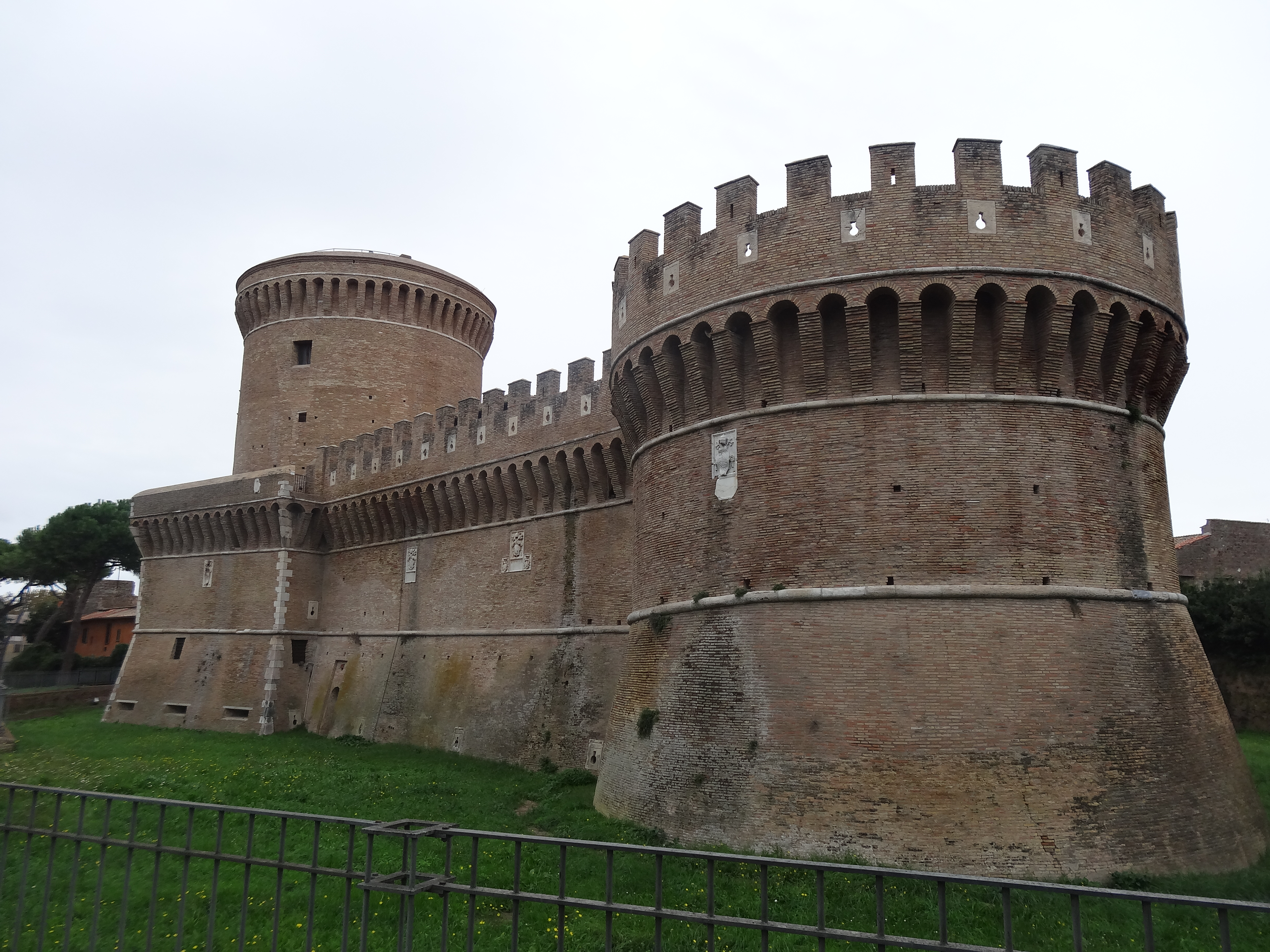
Castillo de Ostia, aún con torres cilíndricas y matacanes pero con muros adaptados a la artillería

En la segunda mitad del siglo XV se procedió a modificar las defensas existentes y a construir fortalezas de traza completamente nueva. Esta fue una época de actividad constructiva frenética, sobre todo en la Italia central con continuas innovaciones. En una primera época se construyeron en numerosas ciudades las llamadas fortalezas de transición, aún con características propias de los castillos medievales. Algunas de estas eran fortalezas medievales reacondicionadas como en Acquaviva Picena donde el castillo se modificó con muros más gruesos en 1474 por el arquitecto florentino Baccio Pontelli. Un ejemplo de esta evolución fueron las obras que llevó a cabo Fray Giovanni Giocondo en Padua: en 1509, en previsión de la guerra entre Venecia, a la que Padua pertenecía y la Liga de Cambrai, Giocondo procedió a adaptar los muros con gran esfuerzo, suprimiendo las almenas, levantando terraplenes tras los muros, recortando las torres y ampliando los fosos. De este modo pudo resistir el terrible asedio de Maximiliano de Austria.
Estos castillos se construyeron con muros más bajos y gruesos que anteriormente para presentar un objetivo menor a la artillería enemiga. Las torres siguieron siendo cilíndricas pero de la misma altura que las murallas y sobresaliendo más para proteger los lienzos de las murallas, anticipando los bastiones de época posterior. Para contrarrestar la menor altura se ensancharon los fosos. Como material de construcción se fue prefiriendo el ladrillo que, pese a ser más blando que la piedra, resistía mejor los cañonazos al ser más estable e impedir que se desmoronaran los muros. Se siguió construyendo una torre del homenaje central más alta como en época medieval.
La principal preocupación en este período fue la defensa de los muros rectos, que eran la parte más vulnerable frente a la artillería, que podía fácilmente abrir una brecha que la infantería podía aprovechar para acceder a la plaza. Para ello se desarrolló el concepto de fuego de cobertura que protegía los muros desde las torres y bastiones.
Muchos de los mejores arquitectos de la época se interesaron por la ingeniería militar, que posteriormente se convertiría en una especialidad independiente, los más notables fueron Francesco Laurana, Francione, Baccio Pontelli y especialmente Francesco di Giorgio Martini, quien teorizó en profundidad creando numerosos conceptos experimentales que posteriormente inspiraron a otros. Igualmente fray Giovanni Giocondo, Durero, Michele Sanmicheli, Leonardo da Vinci, Miguel Ángel y Baldassarre Peruzzi contribuyeron en mayor o menor medida.
Uno de los primeros ejemplos de esta evolución no está en Italia, sino en la isla fortificada de Rodas. Esta pertenecía a la próspera Orden de San Juan de Jerusalén, que estaba bajo constante amenaza de la armada turca, ya que las costas de Anatolia se pueden ver desde la isla. El Gran Maestre Pierre d'Aubusson construyó un boulevard defensivo en la puerta de San Jorge en 1496 y posteriormente Fabrizzio del Carretto mandó llamar al ingeniero Vicentino Basilio que junto al maestro Zuenio, el principal ingeniero de la orden construyeron baluartes salientes en los muros de la isla hacia 1520.

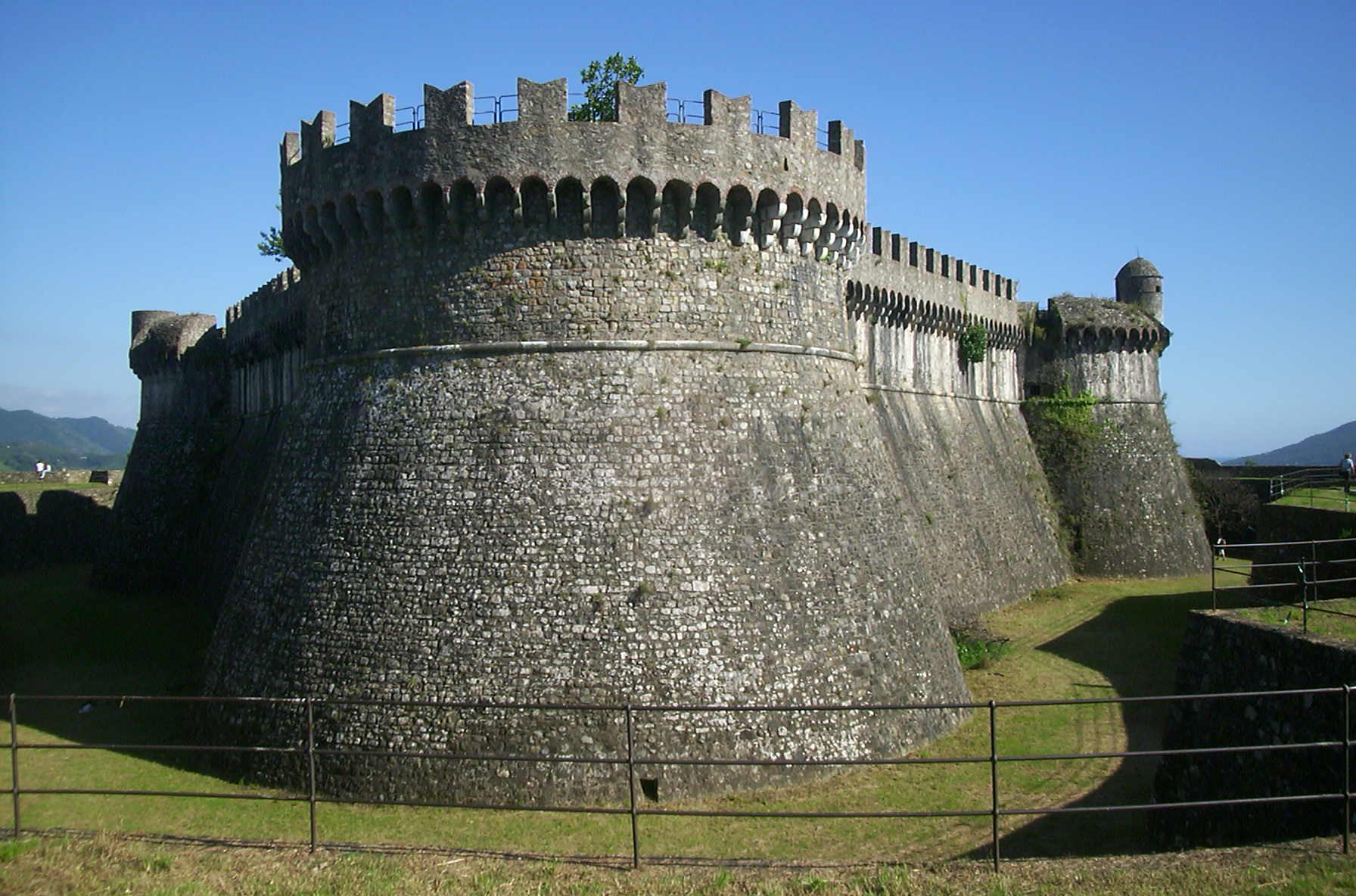
Fortaleza de Sarzana.

A este periodo pertenecen las siguientes ciudadelas y castillos:
- Castillo de Volterra (1472-1474) por Francione: cuadrada, con torres circulares y muros todavía muy altos.
- Fuerte de San Leo (c. 1475) de Francesco Martini: forma compleja, torres circulares y muros en talud.
- Castillo de Senigallia (c. 1480) de Baccio Pontelli: forma cuadrada.
- Castillo de Ostia (c. 1486) attribuída a Baccio Pontelli: triangular con muros de ladrillo; bastiones circulares menos uno poligonal, con troneras bajas.
- Castillo de Montepoggiolo (1482-1490) de Giuliano da Maiano: romboidal con bastiones circulares y muro en talud.
- Fortaleza de Sarzanello (1490-1502) de Francione: triangular con bastiones redondos, gran revellín en la entrada, talud muy alto, puestos de tiro cubiertos.
- Fortaleza de Poggio Imperiale en Poggibonsi (1489-1510) de los hermanos Sangallo: vasto perímetro irregular de ladrillo con fortaleza interior de bastiones poligonales y revellines. Fue la primera fortaleza diseñada sin matacanes ni estructuras para defender los muros desde arriba. Nunca llegó a utilizarse.
- Castillo de Civita Castellana (1499-1503) de Antonio da Sangallo: forma pentagonal, con bastiones poligonales redondeados y sin matacanes.
- Fuerte de Neptuno (1501-1504) de los hermanos Sangallo: Cuadrado, con bastiones poligonales en forma de flecha biselados. Muros muy gruesos y sin almenas. Troneras cubiertas en la gola (unión entre bastiones y muralla) para proteger los muros por primera vez.
- Castillo de Crotone o de Carlos V (1484-1486): pentagonal con torres redondas, matacanes y almenas. Totalmente reconstruido en el siglo posterior.

## Consolidación del diseño en el siglo XVI
| En este esquema se pueden apreciar la nomenclatura de la mayor parte de elementos que llegaron a integrar este tipo de construcciones: 1-5. Muestra las líneas de defensa (5) y la geometría de los bastiones o baluartes (1) y de sus caras (4) respecto a la cortina (2) y el radio que traza el polígono exterior (3) 7, 19. Explanada o glacis 8, 29. Camino cubierto 9. Contraescarpa 10, 23. Foso 11. Cuneta 12, 35. Escarpa o alambor 13, 37. Camino de ronda 14. Cortina (Muro externo) 15. Derrame del parapeto 16. Banqueta y adarve 17. Terraplén 18. Plaza 20. Obra avanzada (nombre genérico de las estructuras externas) 21. Media luna 22. Hornabeque 24. Baluarte de orejones 25. Revellín 26. Baluarte de espaldas 27. Bonete 28. Plaza de armas 30. Contraguarda 31. Cortina 32. Tenaza doble (simple la que está en la cortina encima de esta) 33. Cola de golondrina 34. Corona 36. Ciudadela 38. Plaza |

Si bien Vasari dijo que el inventor del baluarte fue Sanmicheli, se considera que el verdadero padre de la traza italiana es Francesco di Giorgio Martini, quien pese a aplicar soluciones que acabarían revelándose como ineficaces, gracias a sus tratados, especialmente el Trattato di Architettura, Ingegneria e arte militare, inspiró a una nueva generación de ingenieros que difundieron las nuevas técnicas por el resto de Europa. Sin embargo, la evolución definitiva hacia el bastión poligonal se debe en gran medida a los hermanos Antonio da Sangallo y Giuliano da Sangallo quienes dejaron atrás el modelo de torre circular creando el bastión pentagonal, sin ángulos muertos que se generalizó a comienzos del siglo XVI. Los Sangallo desarrollaron el baluarte de orejones, con los ángulos laterales redondeados para darles más solidez y baterías ocultas en los recesos de la gola. Prefirieron construir en ladrillo, más barato y con menor tendencia a desmoronarse que la piedra, aunque incluían franjas de piedra en los muros como refuerzo. 
La primera mención expresa del concepto de bastiones o baluartes se debe al napolitano Giovanni Battista della Valle, quien publicó en 1524 el Libro continente appertinentie a capitanii retenere & fortificare una citta con bastioni, con novi artificii di fuoco aggiunti. Sin embargo, la primera descripción clara de un baluarte se debe al español Pedro Luis Escrivá, quien en su Apología en excusación y favor de las fábricas del Reino de Nápoles de 1538, en la que, sin embargo, prefiere las tenazas y cremalleras (murallas con escalonamientos en diente de sierra) como las que utilizó en Capua y en el Castel Sant'Elmo a los baluartes pentagonales (a los que él llama turriones) y que usó en el castillo de L'Aquila y cuyo uso abandonó posteriormente.
Los Sangallo se centraron más que en la planta de la fortaleza, en el perfil de las sucesivas defensas. Se creó una sucesión de estructuras defensivas, la primera de las cuales es el glacis o terraplén. Esta es una rampa suave que eleva el terreno para ocultar los muros a la artillería enemiga, mientras que su ángulo queda perfectamente enfilado para que pueda se batido desde el parapeto por los defensores. El glacis impide que los muros sean atacados con fuego de tiro tenso (disparando en línea recta sobre la línea de visión), sino que hay que utilizar tiro parabólico con menor precisión y poder de parada. Tras este hay un camino oculto del fuego enemigo llamado camino cubierto que permite a los defensores acceder rápidamente al perímetro externo permaneciendo a cubierto. Hay una compleja serie de caminos que permiten unir las distintas estructuras defensivas externas (obras avanzadas) con la plaza principal a través de aberturas en la muralla llamadas poternas. El foso se ensanchó para compensar la menor altura de los muros y obligar a exponerse a la infantería que intentara atacar las cortinas o muros. Si el foso era seco se añadía una trinchera adicional llamada cuneta. Los baluartes y otras estructuras se construyeron de manera que sus ángulos queden paralelos a las líneas de defensa, es decir, las líneas desde las que los defensores pueden disparar sobre los muros desde los recesos de los baluartes (espaldas y orejones) permaneciendo a cubierto.

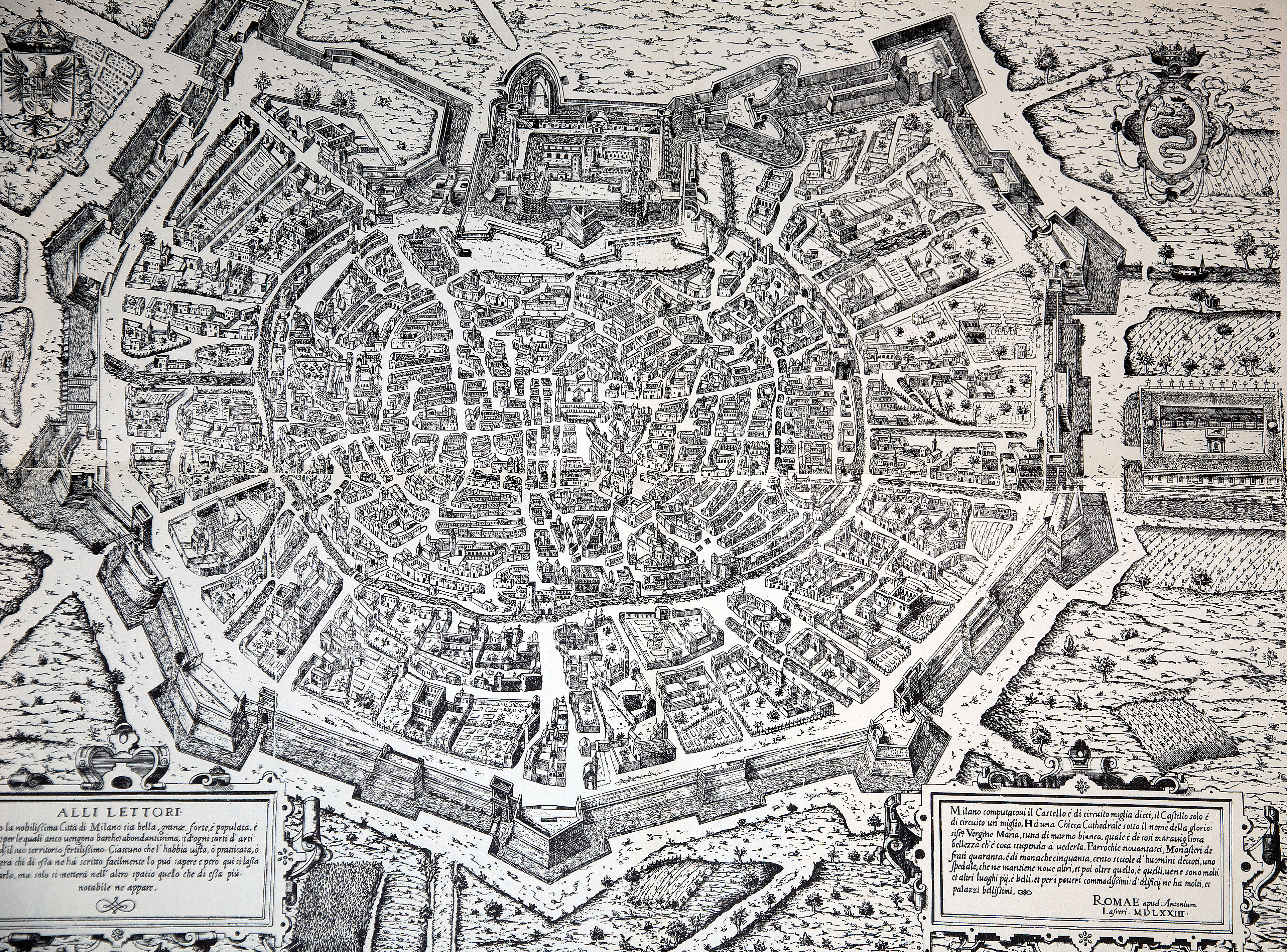
Milán en 1573.

Desde finales del XV el modo italiano de construcción se extiende desde el centro al resto del país y a continuación a las distintas naciones europeas. En el Véneto, debido a la amenaza turca, se adoptó rápidamente el nuevo estilo, fortificándose con esta técnica ciudades como Ferrara (1510), Padua (1513), Verona (con diseño de Michele Sanmicheli), o la antes mencionada ciudad planificada de Palmanova, así como numerosas plazas fuertes venecianas en el Adriático. En Milán, bajo el dominio de Carlos V se construyeros defensas con baluartes entre 1548 y 1562. En los Estados Pontificios, especialmente tras el Saco de Roma de 1527 se acometieron trabajos defensivos por parte de los Sangalo, fortificándose la propia Roma, el castillo de Sant'Angelo, Perugia y Ancona. A partir de 1543 Cosimo I construye o renueva en la Toscana fortificaciones en Pisa, Siena, Volterra, Castrocaro o Pistoia entre otros. Algunas de estas construcciones las llevó a cabo su más notable ingeniero, Bernardo Bountalenti como la fortaleza de Livorno de 1577.

## Fortalezas abaluartadas en España

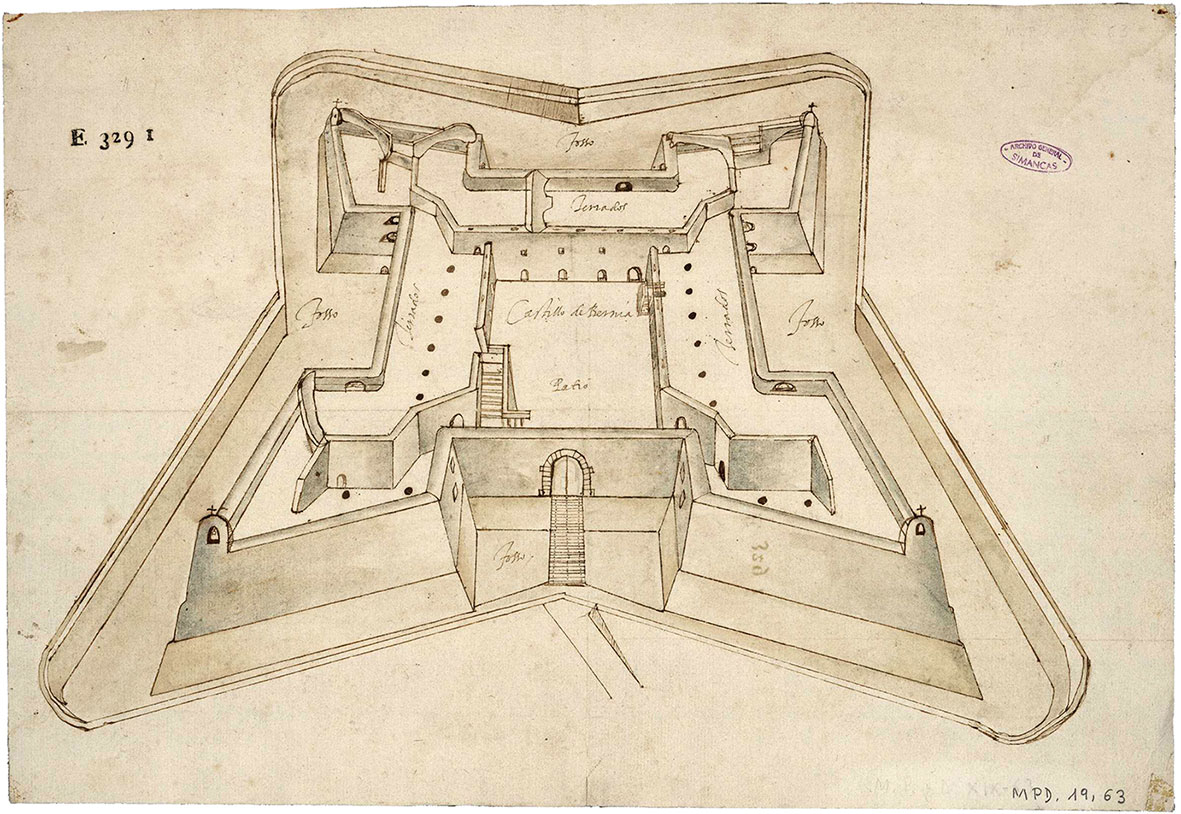
Castillo de Bernia, construido por Juan Bautista Antonelli en 1562.

Una fortificación española que se anticipó a ciertos aspectos de los nuevos diseños fueron las torres albarranas de origen musulmán, torres exentas que anticipaban las obras avanzadas de la traza italiana y que tendrían su reflejo en los hornabeques y tenazas.
El primer antecedente de este tipo de fortalezas en territorios españoles probablemente se remonta al Castillo de Salses, en el Rosellón, construido por Francisco Ramiro López en 1497, que cuenta con elementos innovadores como torres en talud semihundidas y puestos de artillería en casamata. Este construyó también baluartes en castillos de Andalucía como el de Salobreña, Huéjar y Granada.
Cabe mencionar la influencia en el diseño de fortificaciones de Pedro Navarro, que acompañó a Gonzalo Fernández de Córdoba, Gran Capitán, en las guerras de Nápoles. Este desarrolló enormemente el uso de minas en los asedios, creando sistemas que perdurarían durante siglos, condicionando el diseño de fortificaciones en lo sucesivo. Posteriormente caería prisionero de los franceses entrando al servicio de este país, donde alcanzó el rango de general de fortificaciones.
Gabriele Tadino de Martinengo participó en el asedio de Rodas donde conoció las defensas de la isla y posteriormente, al servicio de Carlos V, construyó las defensas de San Sebastián y Fuenterrabía hacia 1525. Pedro Luis Escrivá construyó fortificaciones en Capua hacia 1530, en 1536 el castillo de L'Aquila, rectangular con baluartes en las esquinas y en 1538 el castillo de San Telmo en Nápoles, con tenazas. Miguel de Perea, y después el capitán Francisco de Medina fortificaron Melilla hacia 1551, y este último Bugía en 1555. Luis Pizaño, quien acompañó al Gran Capitán en Italia, construyó fortificaciones en España y el Rosellón.

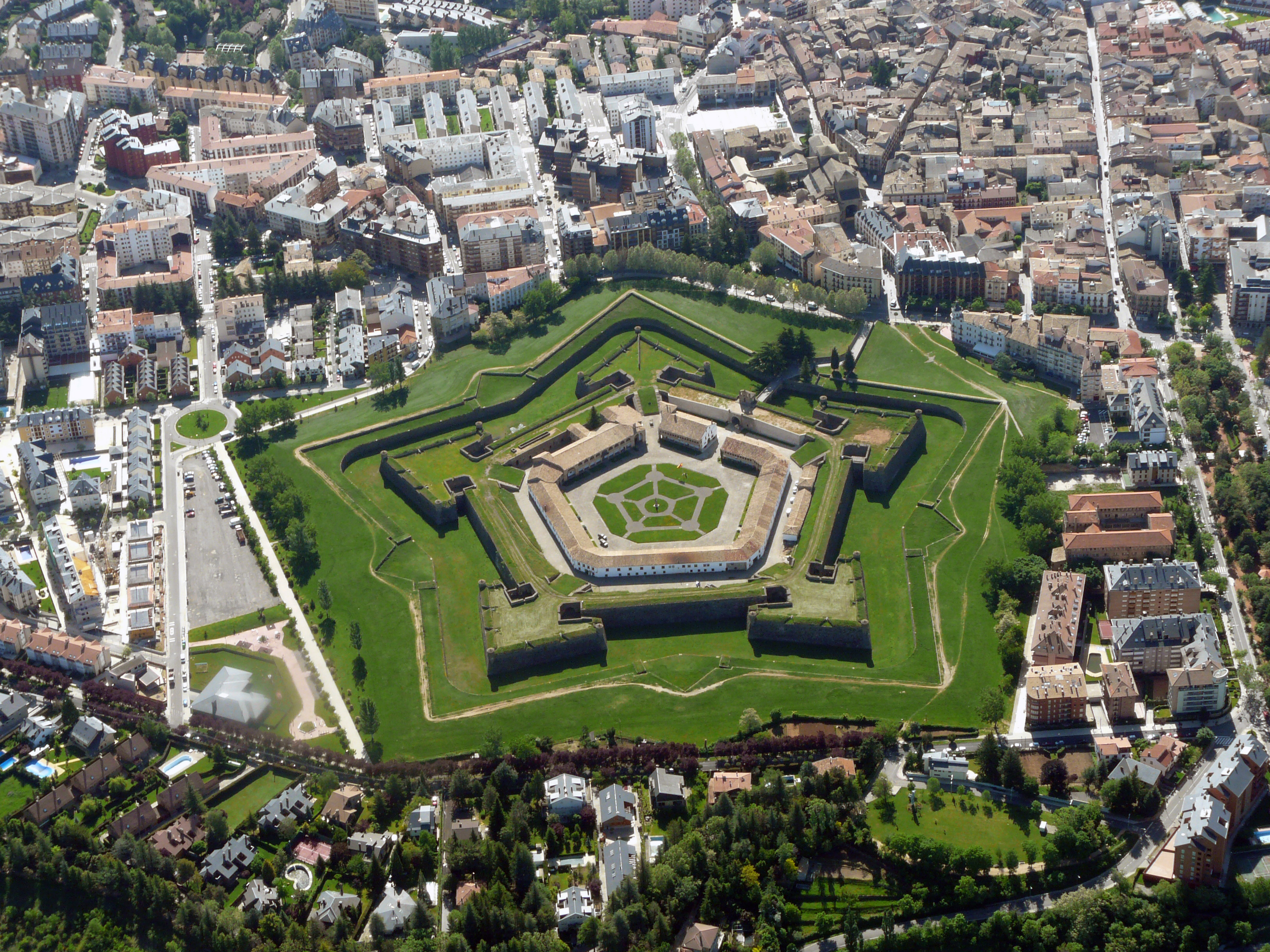
Ciudadela de Jaca (España), construida en 1592

Una figura notable fue Tiburzio Spannocchi, ingeniero sienés que llegó a España en 1578. Fortificó Fuenterrabía, Guetaria, Pasajes y San Sebastián, y posteriormente, tras realizar ciertos trabajos en la organización de la defensa de las Azores construyó el Castillo de San Antón en La Coruña (1589), el Castillo de San Felipe o la Ciudadela de Jaca (1592). Llegó a ser nombrado Ingeniero Mayor de los Reinos de España en 1601, lo que le daba autoridad sobre todas las obras defensivas reales.
Las obras del Castillo de Montjuic fueron llevadas a cabo por Jose Chafrion entre 1694 y 1697, y por Juan Martín Cermeño en 1751.

### Las escuelas militares españolas[5][6]

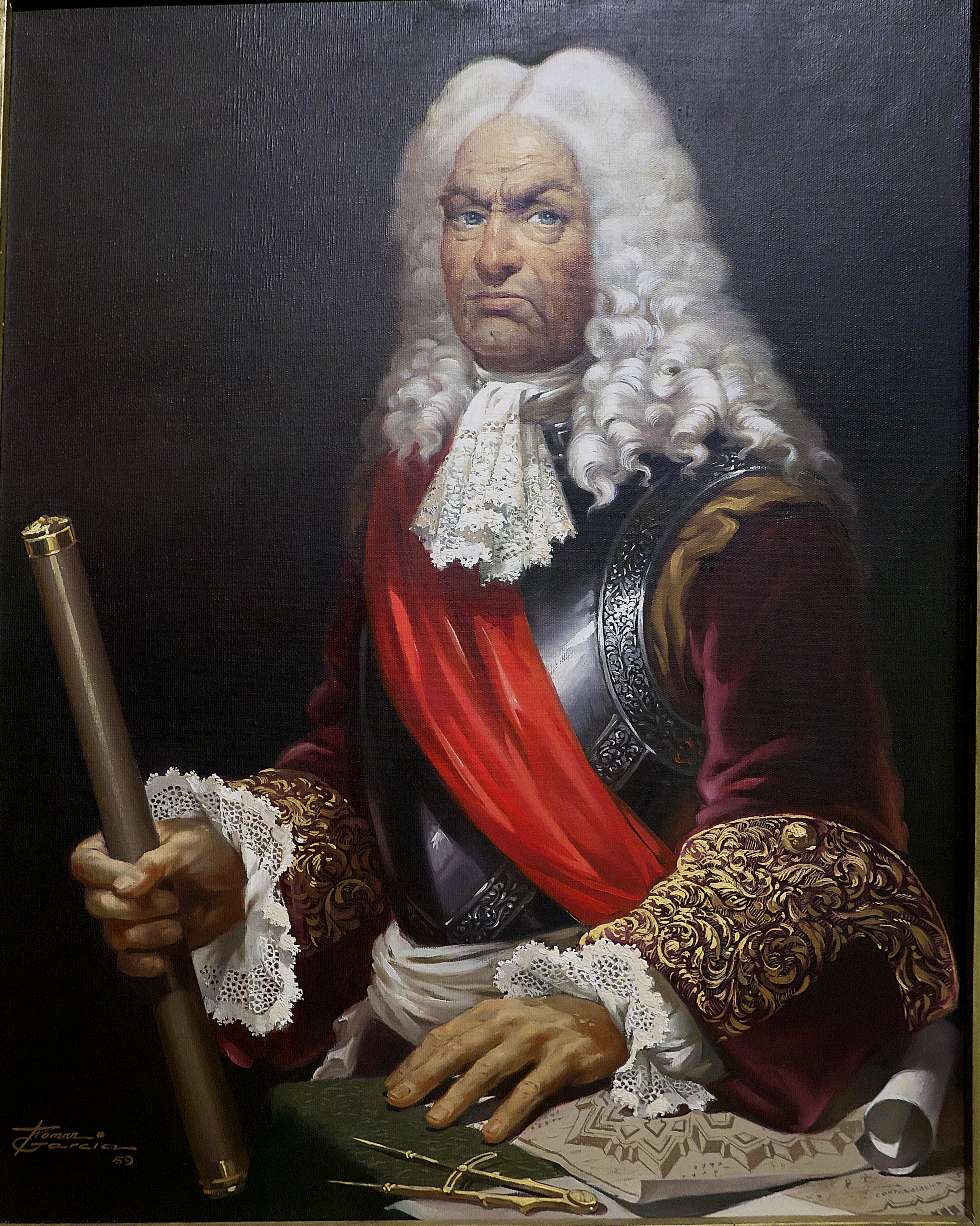
El marqués de Verboom, por Román García Rodrigo.

Durante la primera época del Imperio Español la ingeniería militar estaba dominada por italianos y posteriormente flamencos y alemanes. Además los estudios técnicos no estaban formalizados, sino que uno debía estudiar con un maestro acreditado y solo mediante la experiencia su categoría como ingeniero podía ser reconocida. Para paliar esta carencia Felipe II creó en 1582 una Academia de Mathemáticas y Arquitectura Militar en el propio Alcázar de Madrid. La academia estuvo a cargo del antes mencionado Tiburzio Spannocchi y Juan de Herrera. La escuela admitía no solo militares sino también algunos caballeros particulares y las materias, además de matemáticas incluían arquitectura, cosmografía, e incluso navegación; el "arte de marear". En esta escuela estudiaron Cristóbal de Rojas, Jerónimo de Soto, Próspero Casola, Leonardo Torriani y Francisco Arias de Bobadilla, Conde de Puñorrostro, quien la impulsó y protegió. Entre sus profesores figuraban:
- D. Giuliano Ferrofino (Dr.), quien en 1591 sería el primer director de la Escuela de Artillería de Sevilla y padre del también ingeniero Julio César Firrufino. Impartía la Geometría de Euclides y el Tratado de la Esfera.
- D. Juan de Cedillo (Ldo.), impartía Materia de Senos (trigonometría) y el Tratado de la carta de marear geográficamente demostrada (navegación).
- D. Juan Ángel, que daba algunos Tratados de Arquímedes.
- D. Cristóbal de Rojas (capitán), quien impartía Teórica y práctica de la Fortificación.
- D. Pedro Rodríguez (alférez), que impartía la Materia de escuadrones y forma de hacerlos, con sus principios de aritmética y raíz cuadrada.

Esta escuela cerró sus puertas hacia 1625 "por falta de oyentes", por lo que se incorporó un cátedra de fortificación a la Escuela de San Isidro, además de la de matemáticas que ya existía en el Colegio Imperial de los Jesuitas. 

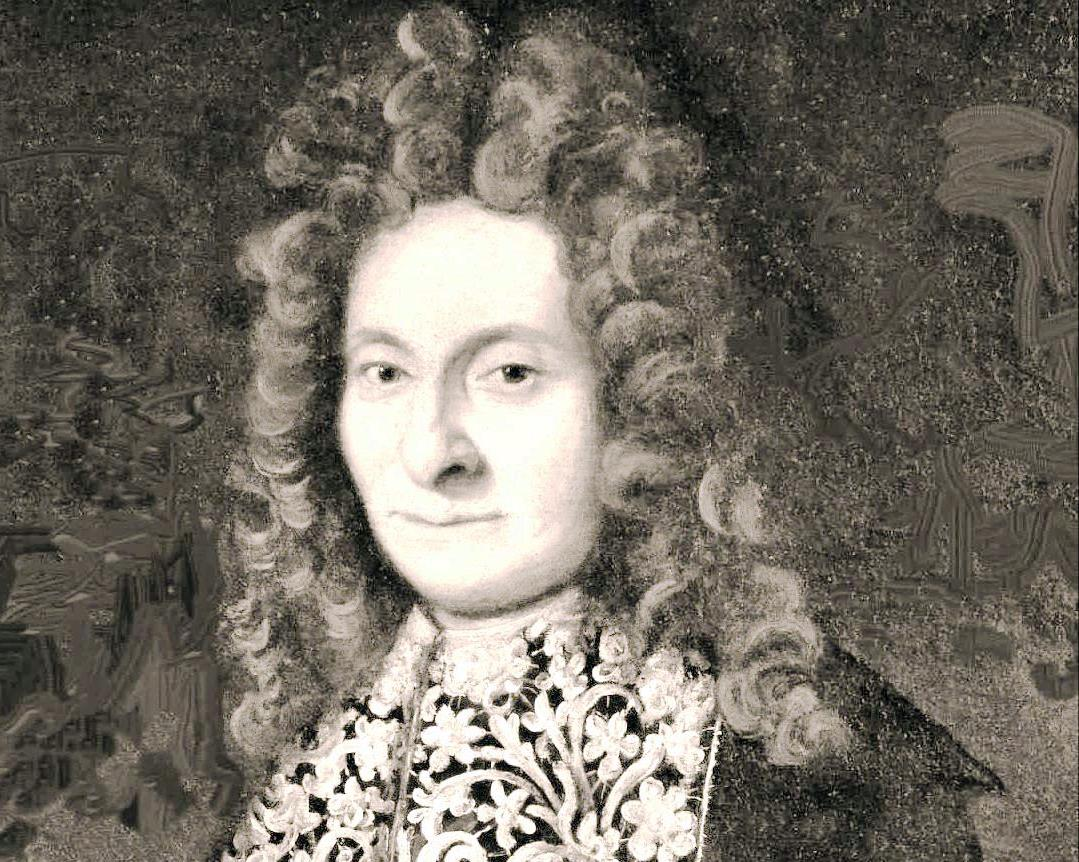
Sebastián de Rocafull: “Sean los muros de las fortalezas los dientes que devoren los caudales de los ejércitos, que agoten y acaben con los sitiadores”

En el palacio del Marqués de Leganés se ubicaba la Escuela de Palas, donde impartía clases Julio César Firrufino, hijo del antes mencionado Giuliano Ferrofino. Esta Escuela de Palas es mencionada por José Chafrion en su notable tratado de 1693: Escuela de Palas, o sea Curso mathematico, en el que desarrolla la obra de un ingeniero anterior, Cristóbal Lechuga, quien publicó en 1611 el Discurso que trata de la artillería y de todo lo necesario a ella, con un tratado de fortificación y otros advertimientos, más conocido como Discurso de Artillería. Otro importante alumno de esta escuela fue el ingeniero y matemático importante del siglo XVII fue el aragonés Sebastián de Rocafull, quien acompañó al Marqués de Leganés a los Países Bajos, donde desarrolló una importante carrera. Desarrolló su sistema defensivo superando a Cristóbal de Rojas y Bernardino de Escalante e influyendo en Vauban, quien lo menciona como "Roquefoule". Su principios se basan en la disuasión, intentando que la toma de la plaza le resulte lo más costosa posible al enemigo.
En 1656 el Consejo de la Guerra decide recuperar la antigua Academia de Matemáticas con dos cátedras, una en el Hospital de Desamparados y otra en el Alcázar, abierta tanto a militares como a particulares. En 1658 el director, Padre Gennaro Maria D'Afflitto, propuso al rey una dotación económica para licenciar a cuatro ingenieros españoles al año y de este modo reducir la dependencia del extranjero, a lo que el rey accedió. Esta escuela incluía prácticas en el Parque del Retiro o en la Casa de Campo.
Finalmente en 1696, debido a la falta de interés oficial y por parte del alumnado se decreta el traslado de las cátedras a Barcelona, donde se fundaría en 1720 la Real Academia de Matemáticas y Fortificación por Próspero de Verboom. Esta fue una época difícil por el descuido general de los estudios de matemáticas en España.
La Real Academia Militar de Matemáticas de Bruselas
Durante la guerra de los Ochenta Años el centro de la actividad bélica se trasladó del sur a la zona de Flandes y norte de Francia. Los ingenieros españoles tuvieron un papel notable en las guerras de Flandes, de allí se incorporaron algunos términos militares como el hornabeque, del neerlandés hoornwerk; "obra en forma de cuerno". 
Como consecuencia de la experiencia militar obtenida en estas contiendas surge la más importante de las escuelas de fortificación españolas, la llamada Escuela de Bruselas o de Flandes, que culminaría con la fundación de la Academia Real y Militar del Exercito de los Payses-Baxos en 1675, por parte del Duque de Villahermosa tras ruegos de los maestres de campo de los tercios españoles. Se nombró director a Sebastián Fernández de Medrano quien ostentaría este cargo hasta su cierre en 1706. En ella que se daban clases tanto en español, como en francés y neerlandés y admitía cada año a 30 oficiales y cadetes que recibían 5 escudos de pensión. Eran admitidos no solo españoles sino alumnos de otros dominios reales y aliados de España. Se impartían dos cursos en jornada de tarde; en el primer año se estudiaba geometría, fortificación, artillería, geografía y arte de escuadronear. Al segundo año solo pasaban los mejores alumnos y las materias eran fortificación, dibujo, geometría especulativa, tratado de la esfera y navegación.
De esta escuela surgieron numerosos ingenieros y tratadistas, siendo el más notable Jorge Próspero de Verboom, general de fortificaciones de Felipe V y que construyó las defensas de Badajoz y Figueras y creador de la Academia de Barcelona. Su éxito inspiró la creación de otras escuelas europeas, más notablemente la de París de 1690 que se convirtió en el centro principal de la ciencia militar en el siglo XVIII.
La Real Academia Militar de Matemáticas de Barcelona

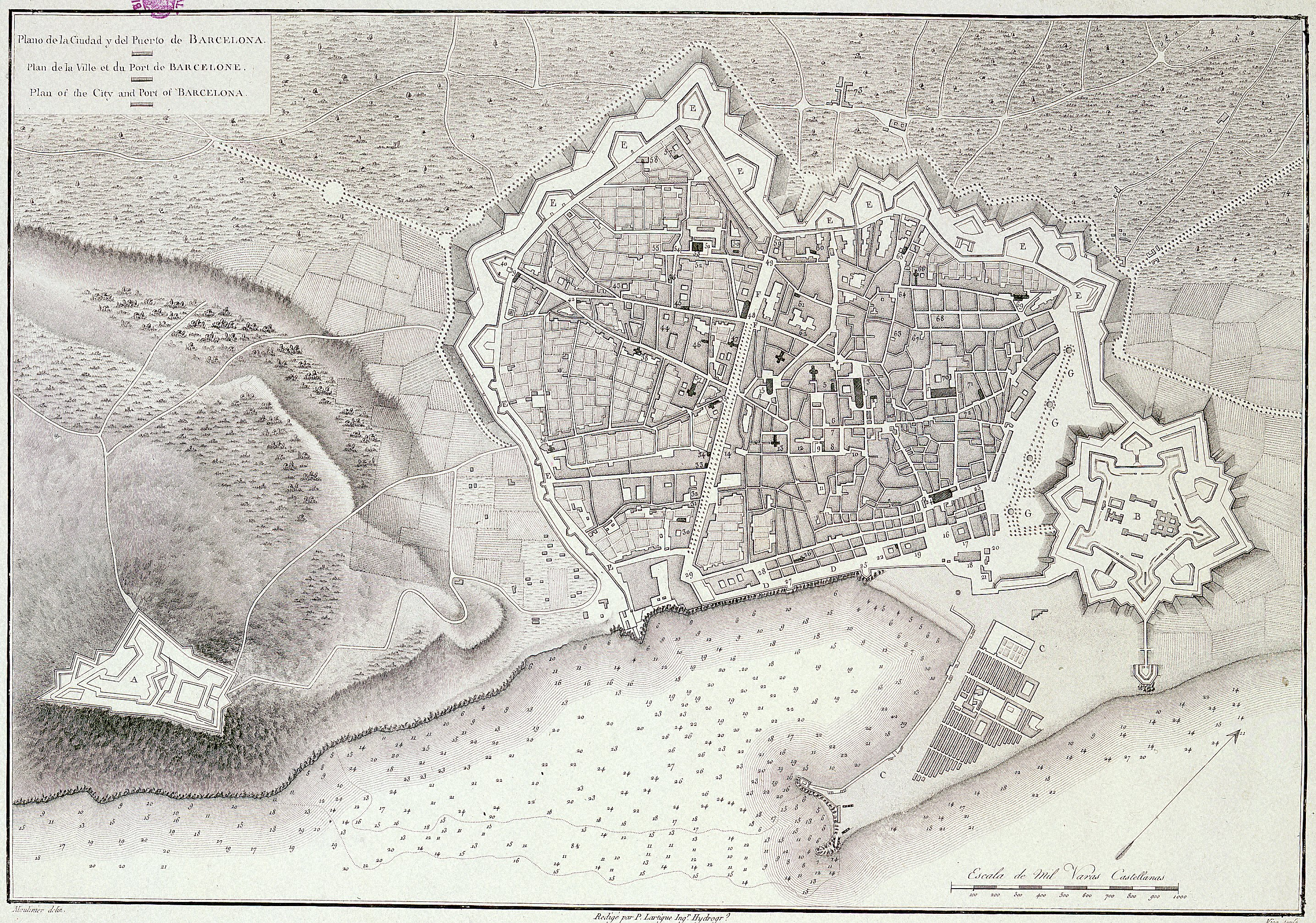
Barcelona en 1806 mostrando las defensas de la ciudad. A la derecha la ciudadela, construida por Próspero de Verboom y donde se ubicó la Academia. A la izquierda la fortaleza de Montjuic.

Como se explicó anteriormente, en 1696 las cátedras de Madrid fueron suprimidas y trasladadas a Barcelona, aunque ya en 1694 el capitán Francisco Larrondo de Mauleón estableció una clase de matemáticas y fortificación en el palacio del Virrey, que acabó cuando tuvo que salir en campaña. Se pidió un informe a Fernández de Medrano para intentar aplicar los principios de la Escuela de Bruselas en Barcelona, y este recomendó a Larrondo como director de la futura escuela, sin embargo tras la muerte de Carlos II y la Guerra de Sucesión, por desavenencias políticas esto no llegó a materializarse. La nueva academia quedó finalmente constituida en 1700 bajo la dirección del alférez D. José de Mendoza y Sandoval, y con el teniente Agustín Stevens como ayudante. La escuela funcionó hasta la toma de Barcelona por las tropas del Archiduque Carlos en 1705.
Sin embargo, gracias a la constancia de Próspero de Verboom, en 1920 se fundó la Real Academia Militar de Matemáticas y Fortificación de Barcelona. Verboom había sido alumno de Fernández de Medrano y elevó dos informes en 1712 y 1715 mencionando el sistema de Bruselas para una academia española, que no pudo ser constituida antes por la turbulenta situación política en España. Las primeras clases se dieron bajo la dirección de D Mateo Calabro en la Ciudadela de Barcelona. Verboom instruyó una academia militar en la que además de los alumnos titulares podían asistir otros militares como oyentes. Constaba de una sala con capacidad para 30 o 40 alumnos y otra menor para clases de dibujo y fortificación. En el edificio tenían residencia tanto el director como sus tres ayudantes. Calabro permaneció como director hasta 1738, pero debido a su carácter díscolo y rebelde y diferencias en materia académica con sus superiores y con el propio Verboom fue finalmente destituido. Le sucedió el asturiano Pedro de Lucuce quien permaneció en el cargo hasta su muerte en 1779. Su dirección marca la época más brillante de la academia, por la que pasaron casi todos los ingenieros y la mayoría de los oficiales que llegaron a los puestos más altos del ejército. En 1752 la academia se trasladó al antiguo Convento de San Agustín Viejo, que había quedado en ruinas tras el asedio de la ciudad y fue reconstruido para que sirviera de sede a la academia. En 1739 se dictó una nueva ordenanza que regulaba los estudios en tres años divididos en cuatro cursos de nueve meses cada uno, los dos primeros de instrucción general para oficiales y los otros dos más especializados para ingenieros militares. Tras Lucuce la escuela fue dirigida por Juan Caballero y Arigorri (1779-1784), Miguel Sánchez Taramas (1784-1789), Félix Arriete (1790-1793) y Domingo Belestá y Pared (1794-1802). En 1803 se crearon las academias de Zamora y Cádiz y finalmente la de ingenieros de Alcalá de Henares y cerró la de Barcelona.
También funcionaron sendas academias en Orán' (1732-1789) y Ceuta ('1739-1789), según las ordenanzas de 1739 aunque con muchos menos medios y alumnado.
De la academia de Barcelona surgió toda una nueva generación de ingenieros que trabajaron sobre todo en los dominios del Imperio Español: Juan de Somovilla, Juan Betín, Juan Herrera y Sotomayor, Carlos Desnaux, Ignacio Sala, Juan Bautista Mac Evan, Salís, Antonio de Arévalo, Crame o Ximénez Donoso. Se estima que a lo largo de los años se licenciaron en esta academia alrededor de 3000 oficiales, lo que indica su enorme importancia en los estudios militares españoles del siglo XVIII.

### Las arquitectura defensiva en la España colonial
Sin embargo la actividad más importante tuvo lugar en las colonias americanas. La Habana fue fortificada por Mateo Aceytuno y Juan Vélez de Medrano (1539-1537), mientras que la fortificación de Santiago de Chile es obra de Pedro de Valdivia. El Morro de Puerto Rico fue trazado por Diego Menéndez, Juan de Tejeda y Bautista Antonelli hacia 1587. Otros trabajos de este periodo son el fuerte del Morro de La Habana y el de la Chorrera, ambos de Antonelli, así como San Juan de Ulúa en México, las fortificaciones de Portobelo en Panamá, Puerto Caballos en Honduras, Arauco, Tucapel y Purén en Chile.

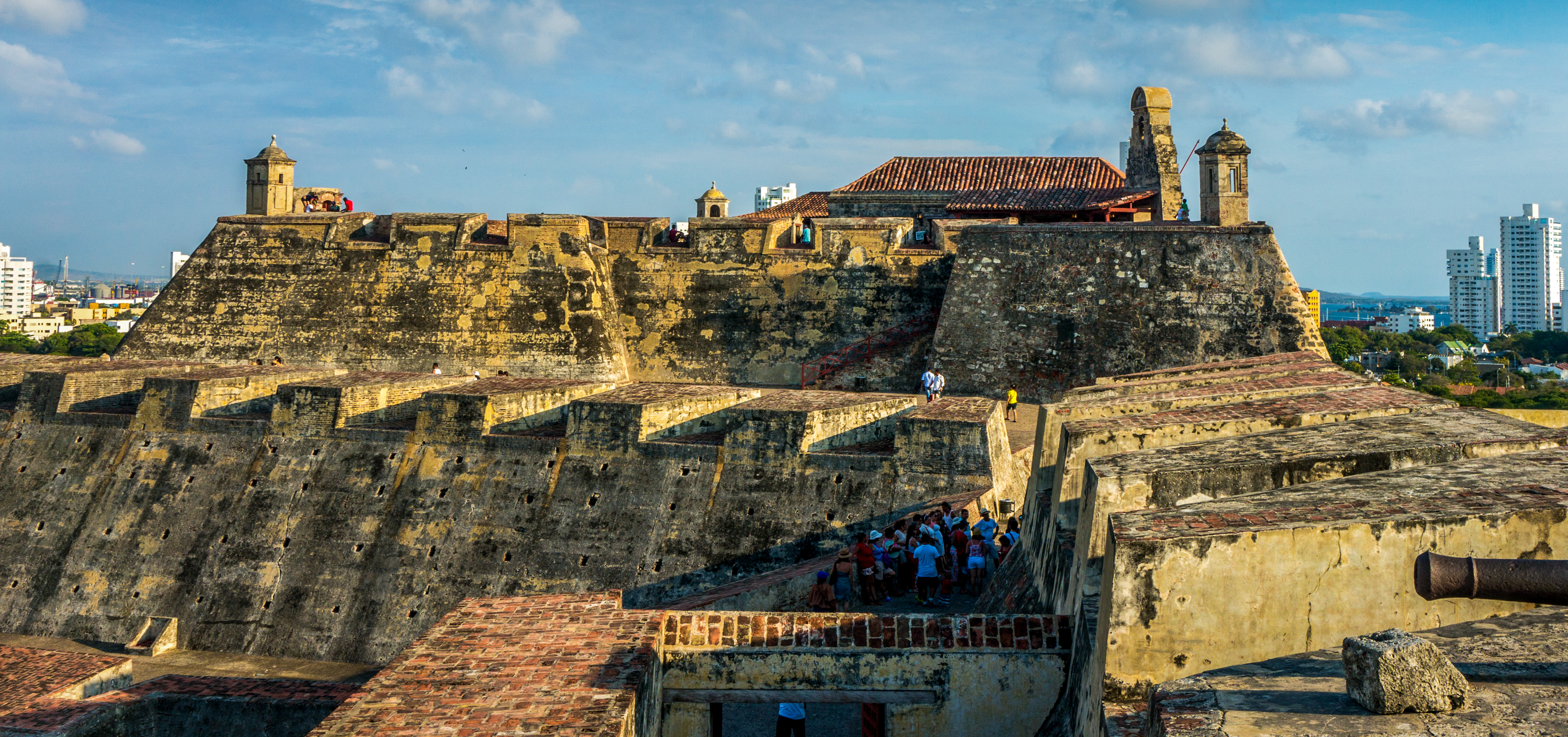
Castillo de San Felipe de Barajas en Cartagena de Indias.

Uno de los conjuntos de fortificaciones más notables de las colonias españolas son las de Cartagena de Indias, que actualmente forma parte de un conjunto histórico declarado Patrimonio de la Humanidad. Cartagena fue el puerto más importante de Sudamérica en el mar Caribe y por ello fue objeto de ataques en numerosas ocasiones, como el de Francis Drake en 1586. Por ello Felipe II mandó construir a Juan de Tejeda las primeras fortificaciones, y posteriormente Bautista Antonelli construyó nuevas defensas como el Baluarte de Santo Domingo en 1614. Las obras las continuaron su hijo, Juan Bautista "el Mozo" junto a su primo, Cristóbal de Roda Antonelli. Con el tiempo, además de murallas para la ciudad se fueron construyendo las fortalezas de San Fernando, San José, San Sebastián del Pastelillo, San Lorenzo, San Felipe, La Tenaza. Las últimas ampliaciones las llevó a cabo hacia 1796 Antonio de Arévalo.

## Menno Van Coehoorn
El terreno de los Países Bajos es completamente llano y lleno de canales por lo que se desarrolló en esta región un estilo constructivo con fortalezas poligonales muy regulares con defensas extensas con fosos anegados. En la República de Holanda surgió la figura de Menno Van Coehoorn, quien se convertiría en uno de los ingenieros y teóricos más notables del siglo XVII y es considerado la contrapartida holandesa de Vauban.

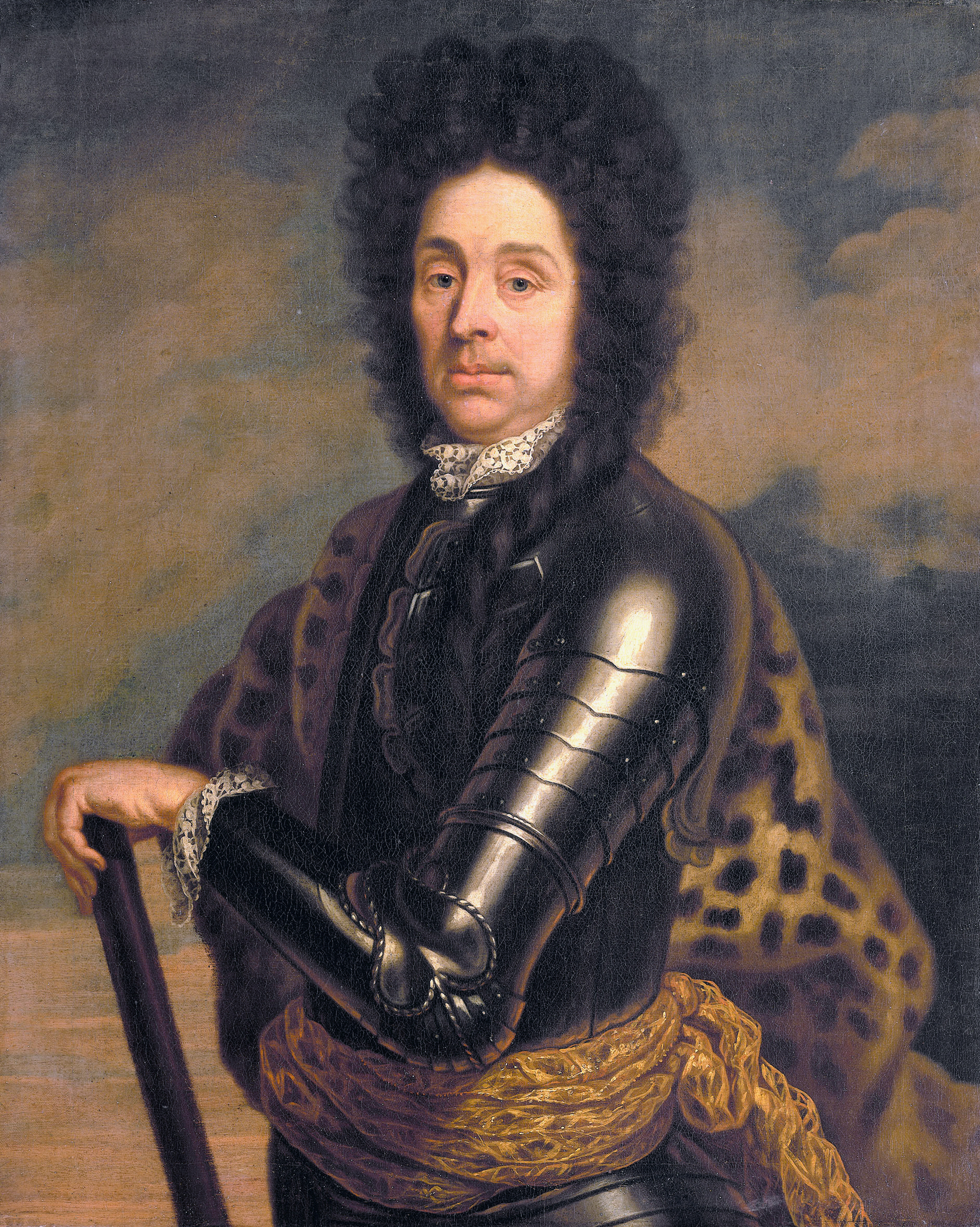
Menno Van Coehoorn, por Caspar Netscher.

Van Coehoorn comenzó a destacar durante la guerra de los Nueve Años, cuando llevó a cabo obras de fortificación en Namur, en 1691. Allí, al mando de un contingente limitado de unos 5000 soldados, sobre todo españoles con poco entrenamiento, reforzó la ciudadela interior pero no tuvo tiempo de hacer lo mismo con las defesas exteriores. Los franceses tomaron la ciudad al año siguiente pero en los términos de la negociación se comprometieron a que los combates con la ciudadela que se mantuvo en manos holandesas, no se producirían desde la ciudad, lo que permitió a los defensores aguantar un mes, lo que se consideró un triunfo estratégico que le valió a Van Coehoorn el puesto de mayor general y comandante de Lieja y construyó defensas en Huy. Finalmente se le encargó el asedio recuperación de Namur en 1695. La guarnición francesa de Louis François de Boufflers sumaba 13000 hombres y las defensas habían sido reforzadas por Vauban, pese a ello pudo tomar la ciudad exterior pero no la ciudadela, que aguantó hasta septiembre cuando cayó tras un intenso y sangriento asedio.
Estos dos asedios se consideran las batallas decisivas de la guerra de los Nueve Años, y consolidaron la reputación de Van Coehoorn, quien fue ascendido al rango de teniente general y encargado de las obras defensivas de Holanda. A diferencia de Vauban, se las arregló para trabajar con medios limitados centrándose en lo esencial, dado lo extenso de las fortificaciones necesarias, y así pudo fortificar parte de los Países Bajos Españoles: Nieuwpoort, Charleroi, Luxemburgo, Mons, Nimega, Bergen Op Zoom y Namur. Al estallar la guerra de sucesión española en 1701 fue nombrado gobernador de Esclusa y comandante de la defensa de Flandes, en la que tuvo una actuación mediocre.
Plasmó sus teorías en Versterckinge des Vijfhoeks met al syne buytenwerken de 1682 (Fortificación de Pentágono y sus Obras Externas) y en 1685 la que se considera su mejor obra Nieuwe Vestingbouw op een natte of lage horisont (Nueva Construcción de Fortalezas en Terreno Húmedo o de Bajo Horizonte). Van Coehoorn comprendió que el terreno llano de los Países Bajos era difícil de defender solo con fortalezas, por lo que sus principios de diseño se resumen:
- Defensa Activa, los defensores debían hostigar a los atacantes y no permanecer parapetados tras las defensas, por lo que era necesario proveer a las construcciones de espacios para organizar salidas de ataque.
- Múltiples líneas de defensa, una brecha en las defensas podía suponer la pérdida de la plaza por lo que diseñó varias líneas defensivas que conducían a los atacantes a cuellos de botella donde eran batidos por el fuego cruzado, desde plazas de armas, obras externas y falsabragas (antemuro a media altura de la escarpa para atacar el foso y camino cubierto).
- Negación de terreno, las defensas incluían una sucesión de fosos secos y húmedos. Los secos se excavaban a centímetros del nivel freático, de manera que podían ser inundados rápidamente.

## Vauban y la escuela francesa

### Inicios: Blaise Pagan

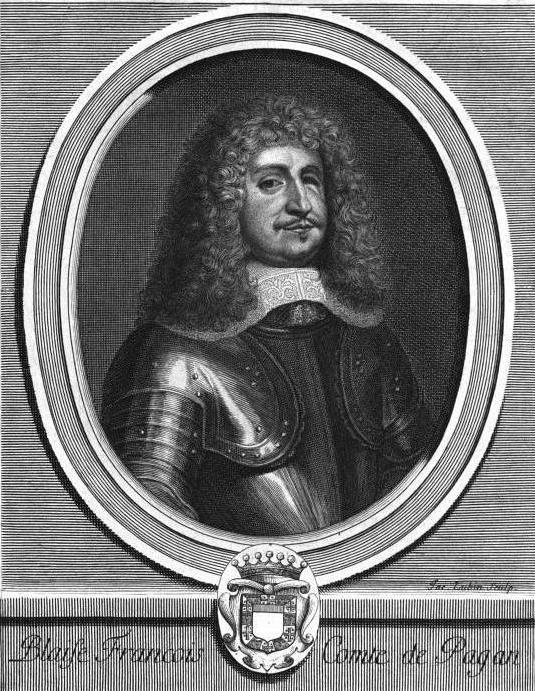
El conde de Pagan.

Los desarrollos italianos llegaron a Francia a mediados del siglo XVI, de manos de ingenieros italianos y una primera generación de franceses entre los que destacan Jean Errard (1554-1610),Antoine de Ville (1596-1656), Alain Manesson Mallet (1630-1706) y Blaise François Pagan (1604-1665). De estos el más influyente fue este último, el cual llegó a ser mariscal de campo con Luis XIII. Pese a participar en diversos asedios su aportación es principalmente teórica. En su obra Les Fortifications sienta los principios que luego aplicaría Vauban: 
- Adaptar las fortificaciones al terreno
- Escalonar las defensas en profundidad
- Parapetar la artillería dentro de la plaza

### La aportación de Vauban

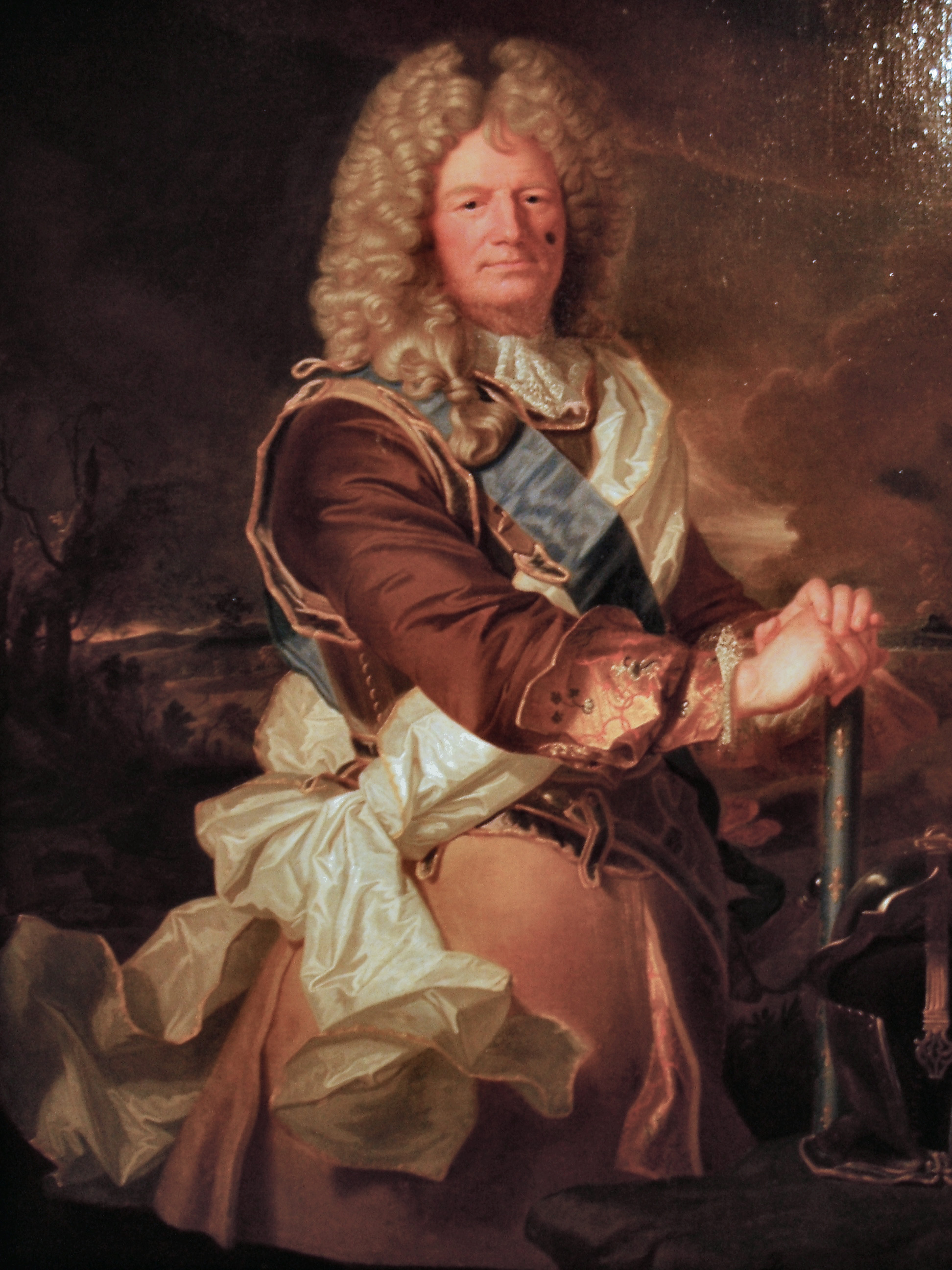
Vauban, por Hyacinte Rigaud.

Sébastien Le Prestre de Vauban, Mariscal de Francia al servicio de Luis XIV, es uno de los estrategas e ingenieros militares más célebres del siglo XVII.
Con una sólida formación científica comenzó su carrera a las órdenes de Luis II de Borbón-Condé, cuando este se enfrentó al rey durante la guerra de la Fronda acabó exiliado en Flandes pero poco después cambió de bando en 1653 y se puso al servicio real bajo las órdenes de Louis Nicolas de Clerville, donde trabajó construyendo defensas y adquirió el título de ingeniero real. Para el final de la guerra tenía una sólida reputación de ingeniero capaz y eficiente. Tras las nuevas adquisiciones francesas del Tratado de los Pirineos construyó defensas en Dunquerque y en los años siguientes participó en diversos conflictos: la Guerra de Devolución, la guerra franco-neerlandesa, la Guerra de las Reuniones y el inicio de la guerra de sucesión española. Durante este período el asedio fue el método de combate con el que se resolvían la mayor parte de batallas, siendo preferido tanto por los holandeses como por Luis XIV, quienes lo veían como una forma de combate menos arriesgada, ya que, como decía el duque de Marlborough, "una batalla a campo abierto valía por 12 asedios". Fue nombrado mariscal de campo 1676 y Comisario General de Fortificaciones el año siguiente y finalmente Mariscal de Francia en 1703. Se estima que a lo largo de su carrera construyó defensas en más de 300 plazas y dirigió alrededor de 40 asedios.

#### Doctrina defensiva

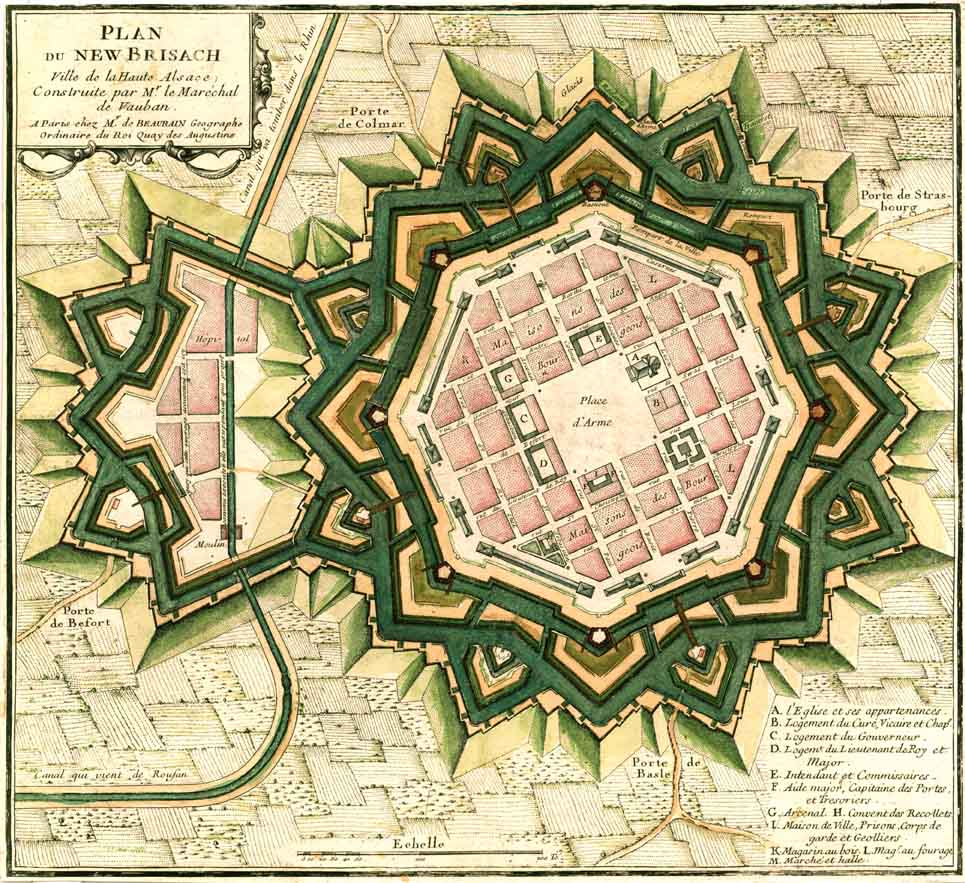
Ciudadela de Neuf Brisach por Vauban

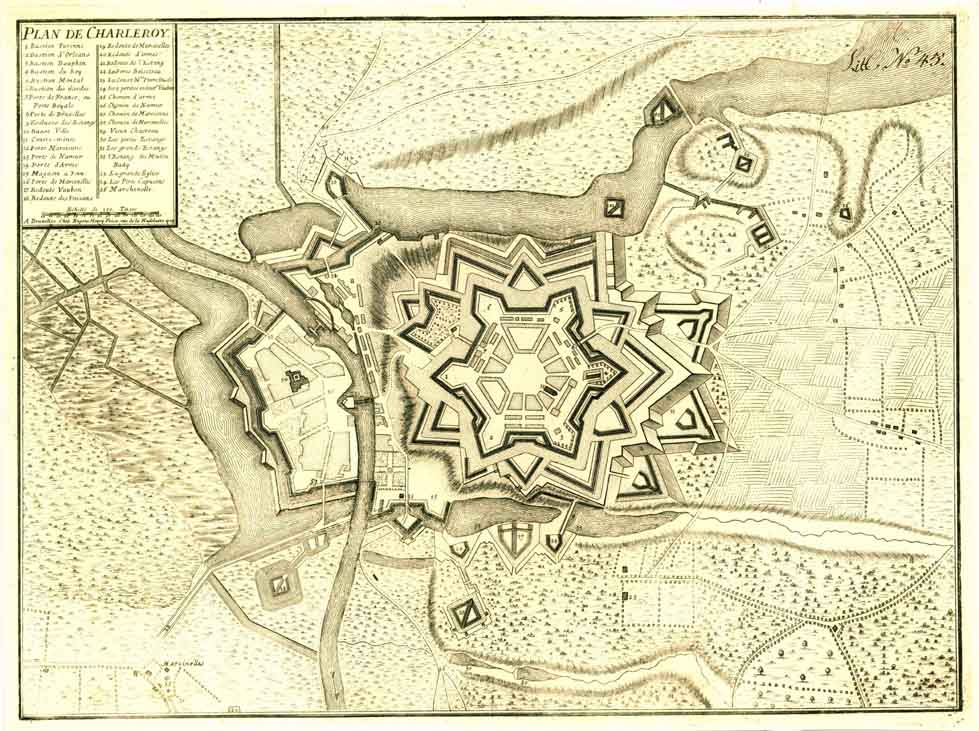
Plano de la ciudadela de Charleroi

Vauban construyó fortalezas en forma de estrella inspirándose en los modelos de Antoine de Ville y Blaise Pagan. Con el paso del tiempo mejoró estas estructuras con lo que llamó sistemas, una sucesión de obras defensivas externas.

1er sistema.
2º sistema.
3er sistema.

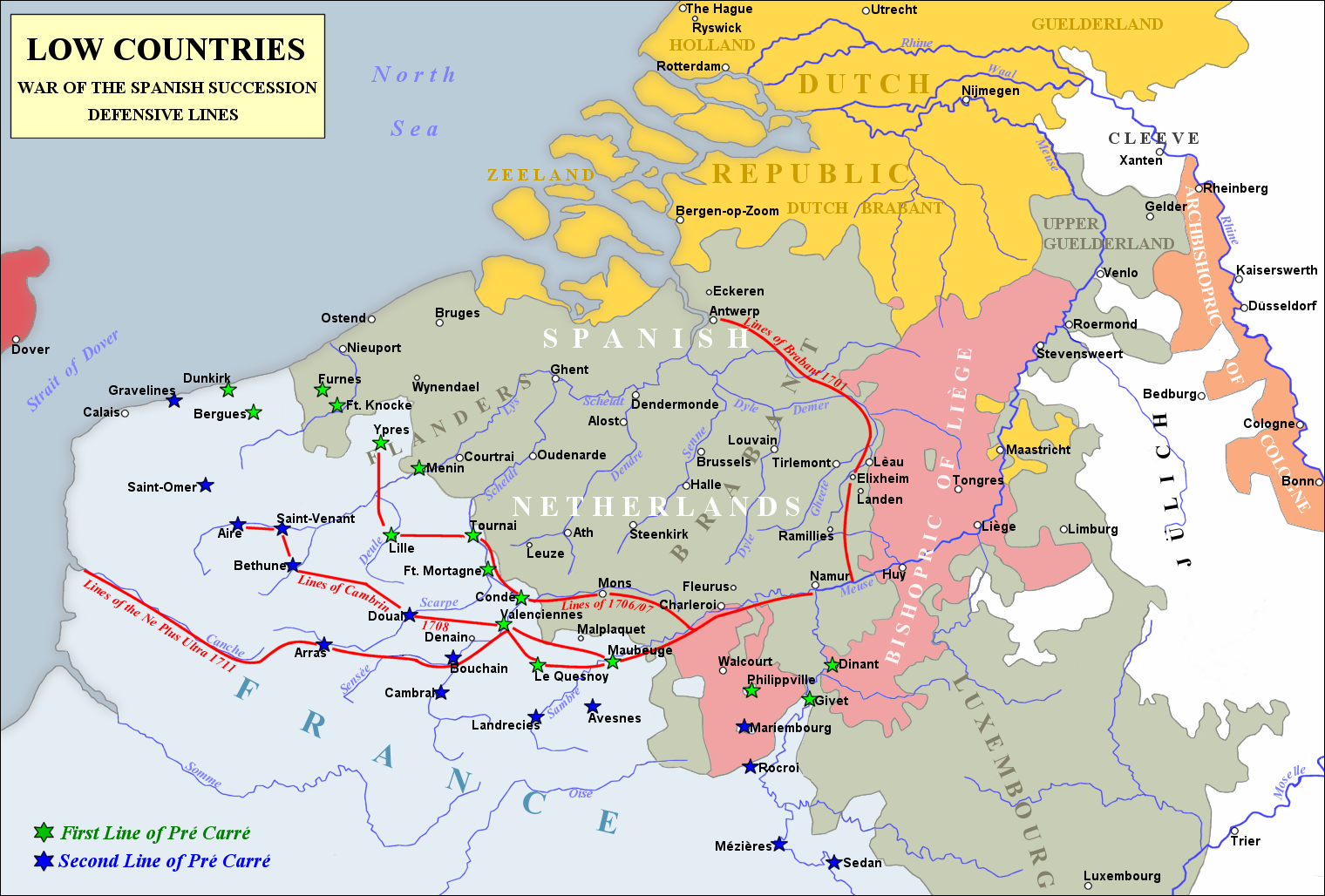
1ª línea: Dunkerque, Bergues, Furnes, Ypres, Menen, Lille, Tournai, Condé-sur-l'Escaut, Valenciennes, Le Quesnoy, Maubeuge, Philippeville, Dinant, Givet y fuerte de Charlemont
2ª línea: Gravelinas, Saint-Omer, Aire-sur-la-Lys, Saint-Venant, Béthune, Arras, Douai, fuerte de Scarpe, Bouchain, Cambrai, Landrecies, Avesnes-sur-Helpe, Mariemburgo, Rocroi, Charleville y Mézières, Sedán, Stenay

Sin embargo su contribución más notable sea en el ámbito estratégico, ya que organizó la defensa del norte de Francia en función del concepto de pré carré (lit. "prado cuadrado", patio interior). En esta proponía una doble línea de fortificaciones, llamadas "cinturón de hierro" (ceinture de fer) que defenderían Francia de los Países Bajos españoles. Vauban no consideraba que ninguna fortaleza fuera inexpugnable, sino un freno temporal para el enemigo que diera tiempo a organizar la defensa. Por este motivo mandó desmantelar fortificaciones del interior de Francia para liberar recursos militares, perdiendo así sus defensas ciudades como París. Esta teoría se demostró cierta durante la guerra de sucesión española, en la que la pérdida de Namur en 1695, resultó en el debilitamiento de los atacantes de modo que acabaron perdiendo la campaña.
Su teoría militar excede la construcción de fortalezas y se fue volviendo más profunda con los años; las fortalezas se construyen de manera que se puedan apoyar unas a otras y contribuyan a la logística de la región, de manera que construyó todo tipo de infraestructuras como puentes, caminos, canales teniendo en cuenta la situación de granjas y talleres. 

#### Doctrina ofensiva

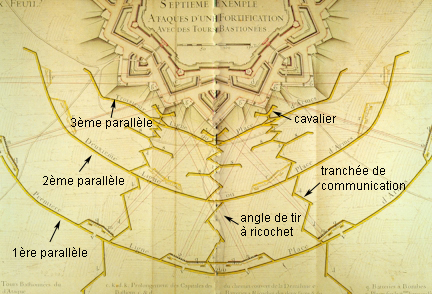
Esquema de asedio con triple trinchera.

No solo creó fortalezas sino también estudió las técnicas necesarias para batirlas. Especialmente notable es su técnica de triple trinchera paralela que probó exitosamente por vez primera en el asedio de Maastricht de 1673. Es una técnica que ya se usaba en el siglo XVI pero que Vauban perfeccionó y llegó incluso a sistematizar en doce pasos a seguir. Para atacar la fortaleza se cavan tres trincheras paralelas que se unen entre sí por trincheras de comunicación en zigzag, que quedan en desenfilada respecto a la línea de tiro de los atacantes:
La 1ª se cava paralela a la fortaleza, fuera del alcance de los cañones enemigos (unos 600m en aquella época). Esta trinchera sirve como plaza de armas para enviar hombres y pertrechos hacia las otras trincheras y también como línea de defensa, en caso de que la retaguardia fuera atacada desde atrás.
La 2ª trinchera queda dentro del campo de tiro, y permite aproximar la artillería para atacar un punto débil de la fortificación.
La 3ª queda en proximidad inmediata a la fortificación. Desde esta se puede intentar un ataque que abra una brecha en las defensas, bien mediante artillería o mediante labores de zapa. Esta debe estar suficientemente bien defendida para evitar una salida desde la fortaleza. A partir del sitio de Luxemburgo de 1684 añadió lo que llamó cavaliers de tranchées, montículos formados por gaviones (fardos cilíndricos de mimbre rellenos de grava y arena que se usaban como defensa). Estos permitían elevar las piezas de artillería por encima del glácis para atacar los muros.
Las tres trincheras están protegidas en sus extremos por reductos defensivos.
Sus tácticas perfeccionaron el uso del tiro raso de artillería, de manera que las balas se deslizaran a ras de tierra causando más daños. Esto lo empleó por primera vez en el asedio de Philippsburg en 1688. Vauban concentraba el uso de artillería en puntos escogidos de la fortaleza en vez de repartirla por todo el perímetro como era habitual, aunque de manera menos radical que su rival Van Coehoorn, quien llevó esta práctica al extremo, como en el sitio de Namur de 1695, donde llegó a utilizar una batería de 200 cañones sobre un punto de la fortaleza.
Estos sistemas fueron tan exitosos que hacia 1690 ya nadie consideraba que ninguna fortaleza fuera inexpugnable, dados suficientes medios y tiempo. Promovió una aproximación científica y sistemática al arte del asedio. Su pensamiento se resume en la frase "más pólvora, menos sangre". Su influencia fue enorme e influyó en la doctrina militar francesa hasta tal punto que se siguió construyendo según su estilo hasta bien entrado el siglo XIX, cuando sus fortificaciones estaban claramente obsoletas. 
Además fue un hombre ilustrado que se interesó por temas como la economía, demografía, y temas sociales. Dejó varios tratados sobre teoría militar: Traité de l'attaque des places (1704), Le directeur general des fortifications (1689), Traité des mines, De la defense des places o Traité des fortifications de campagne.

## Evolución a partir delsigloXVIII: Montalembert y el fuerte poligonal
En el siglo XVIII la estrategia militar siguió practicando el asedio según los principios trazados por Vauban y otros en el siglo anterior, pero paulatinamente los ejércitos se fueron volviendo más móviles y numerosos, reduciendo paulatinamente la importancia estratégica de los asedios. 
El concepto tradicional de fuerte abaluartado fue quedando obsoleto a principios del siglo XIX con los avances en artillería de este periodo. Los cañones se volvieron más potentes y precisos, sobre todo tras el desarrollo del ánima rayada y posteriormente del obús explosivo. Las ciudades amuralladas dejaron de tener sentido, ya que los cañones podían alcanzar los edificios que se pretendían defender, y el mayor poder destructivo de la artillería podía acabar con los baluartes más sólidos si no podían devolver el fuego, haciéndolos poco más útiles que un simple sistema de trincheras. Por otra parte, las extensas construcciones de siglos atrás se convirtieron en un impedimento cada vez más difícil de asumir para el crecimiento de las ciudades.
El primer uso de cañones de ánima rayada tuvo lugar en Verona en 1859 durante la Segunda Guerra de la Independencia Italiana, cuando los franceses los utilizaron contra los austriacos. Éstos se vieron obligados a construir un nuevo cerco de 8 fuertes a kilómetro y medio de distancia de los muros de la ciudad para evitar que esta fuera alcanzada. En esta época Verona formaba parte del llamado cuadrilátero, una región comprendida por las ciudades de Verona, Peschiera del Garda, Mantua y Legnago que los austriacos convirtieron en una de las zonas más fortificadas de Europa, para defender el Valle del Po.
Igualmente los prusianos atacaron París con cañones de ánima rallada durante la guerra franco-prusiana (1870-71), sin que el enorme Muro de Thiers, de más de 30 km y aún protegido por baluartes, sirviera para evitarlo.

### El marqués Montalembert

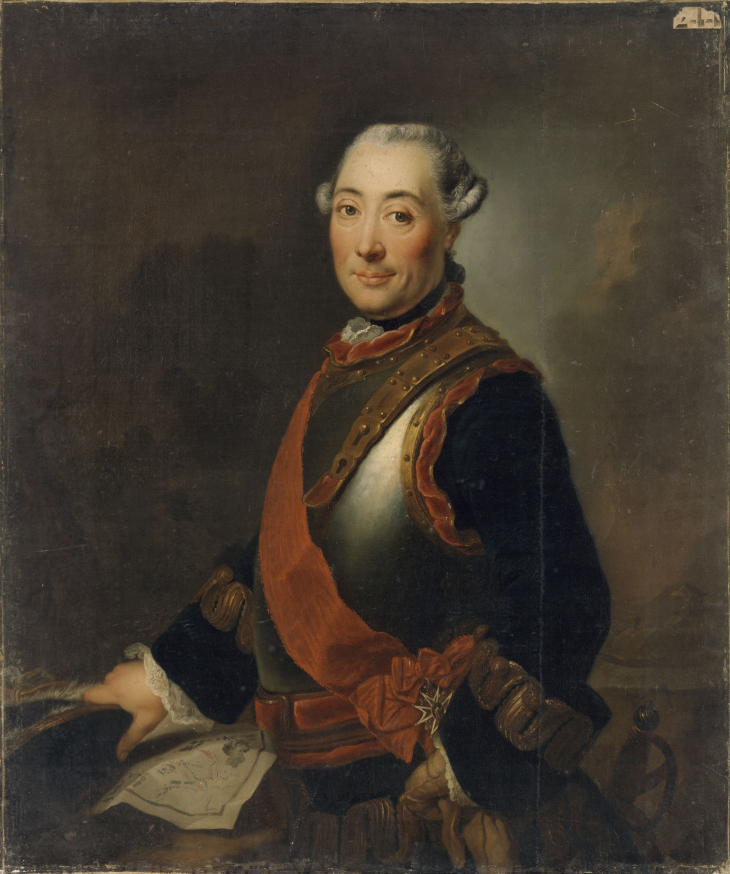
Montalembert

Uno de los ingenieros más notables del siglo XVIII fue el francés Marc-René de Montalembert (1714-1800), el cual renovó las teorías de Vauban enfrentándose al conservadurismo militar de su época. Dejó una importante obra publicada en 11 volúmenes entre 1776 y 1794 ,la fortification perpendiculaire, ou l'art défensif supérieur à l'art offensif. Sus diseños son más sencillos que en épocas anteriores, sin apenas obras avanzadas. Cuestiona el uso de bastiones y prefiere la traza poligonal con caponeras en el foso equipadas con numerosas troneras para suplir la función de los baluartes. En sus teorías plantea un uso mucho más intenso de la artillería, con cañones más grandes y numerosos que los usados en tiempos de Vauban. Estos se instalarían en casamatas a varias alturas en los muros de manera que el intenso fuego contra-batería detuviera un posible intento de aproximación de un enemigo que intentara utilizar el método de asedio de Vauban. Los muros debían ser construidos en ladrillo pero muy gruesos para resistir el fuego enemigo.

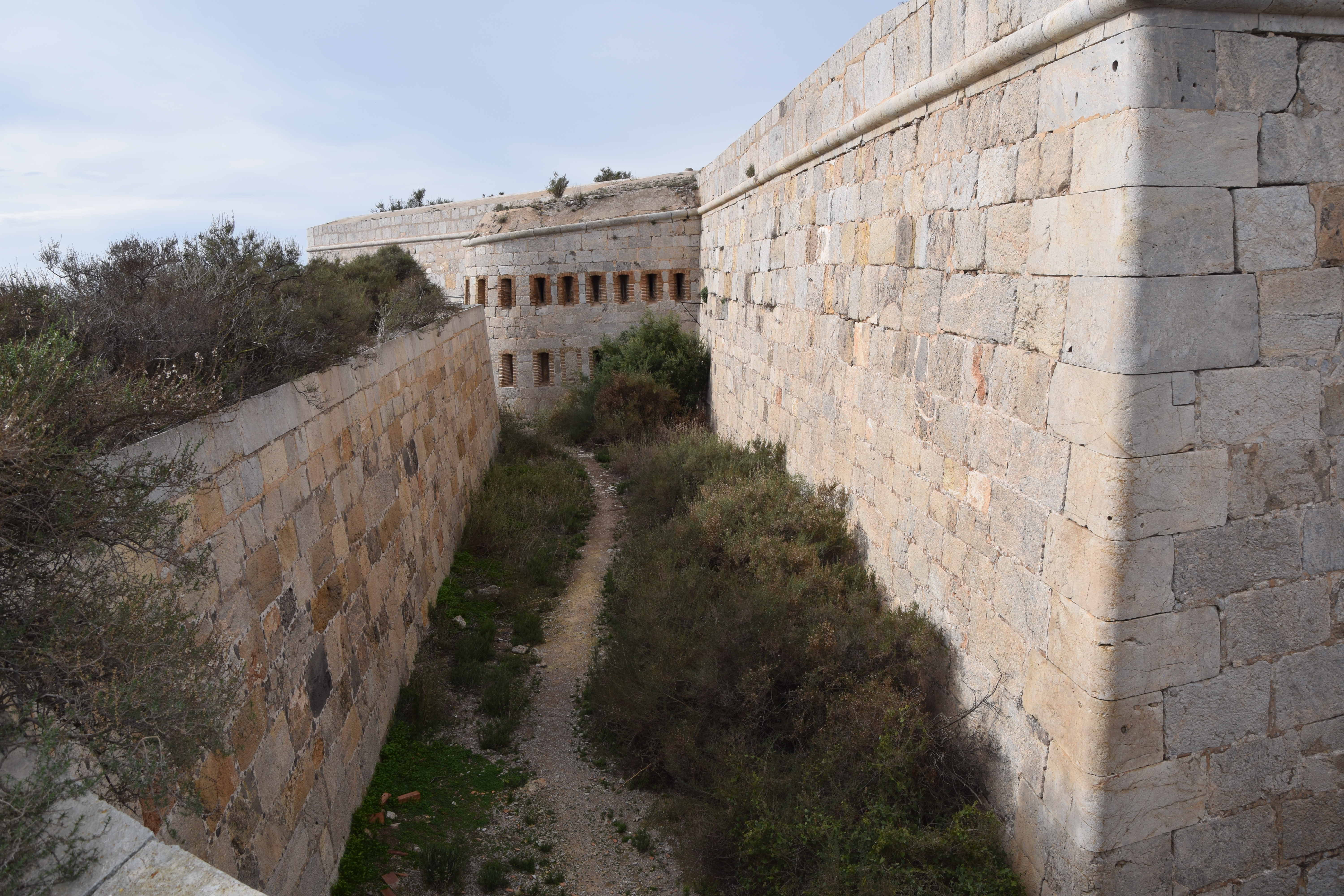
Castillo de San Julián, terminado de construir en 1883 en Cartagena. Puede verse el foso seco y una caponera.

No tuvo sin embargo muchas oportunidades de demostrar sus teorías; pudo construir fortificaciones marítimas en la Isla de Aix y en Oleron, pero no se le permitió publicar sus trabajos hasta 15 años después de escribirlos y posteriormente cayó en desgracia tras la Revolución Francesa por su origen aristocrático. Influyó sin embargo notablemente en las construcciones del siglo XIX, sobre todo fuera de su propio país, donde Vauban siguió siendo tomado como modelo, incluso después de haber quedado claramente obsoleto. El general prusiano Gerhard von Scharnhorst dijo de él que "todos los expertos extranjeros en asuntos de ingeniería militar alaban el trabajo de Montalembert como el más inteligente y distinguido logro en fortificación de los últimos 100 años".

### El sistema de Carnot

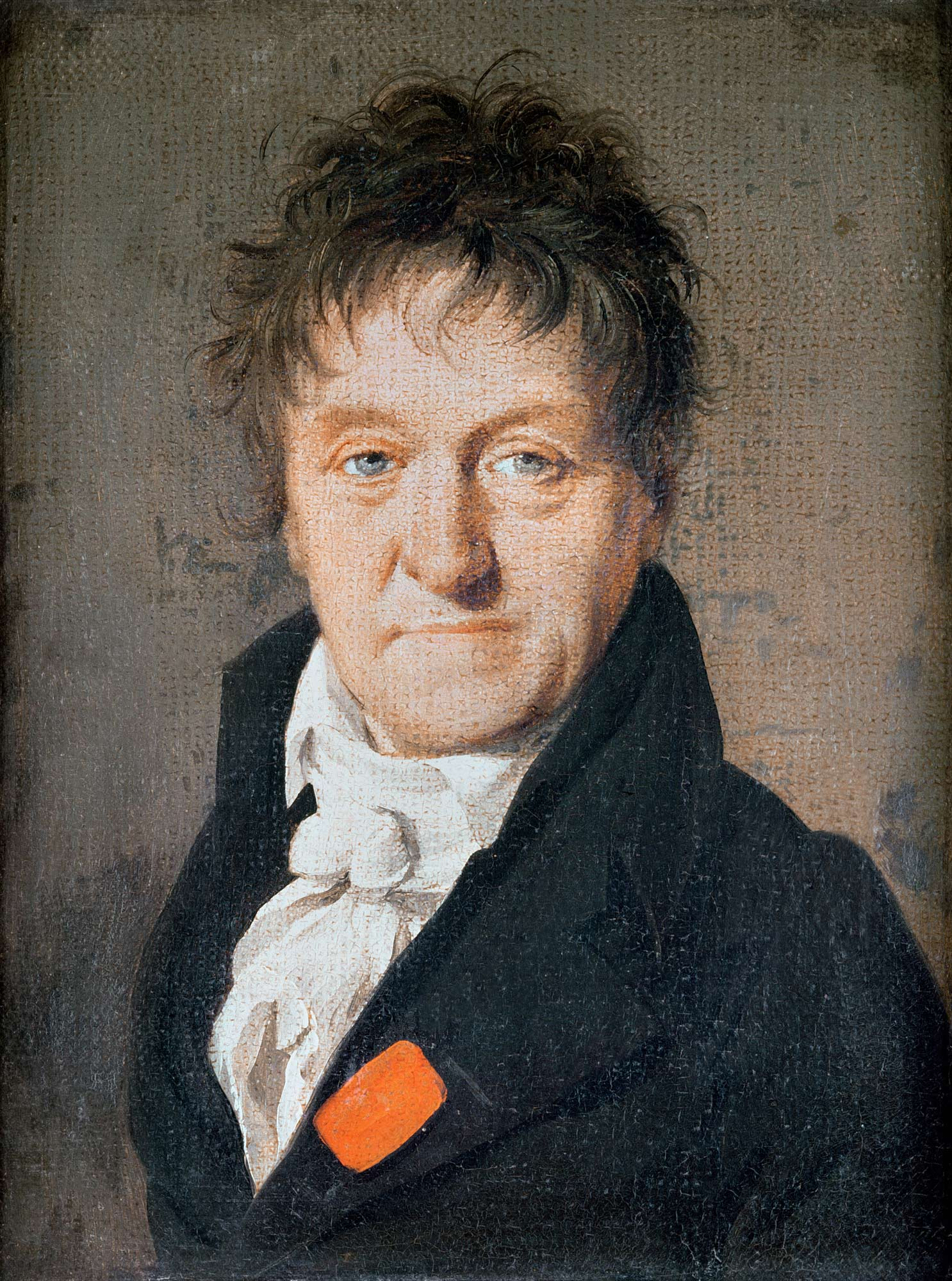
Lazare Carnot.

El científico, ingeniero y político Lazare Carnot, entre sus numerosas aportaciones también diseñó fortificaciones con un método innovador. Fue un vivo defensor de los principios de Montalembert, lo que le valió enfrentamientos con el sistema militar francés y dificultó su carrera. Su sistema, que definió en su obra De la défense des places fortes, consta de los siguientes puntos:
- Fuego parabólico de mortero.
- Contrarrampa en el glacis.
- Salidas de contraataque de los defensores.
- El muro de Carnot.
- Separación de defensa y ataque.

Para evitar labores de zapa por parte del enemigo sus diseños rechazan también los baluartes pero además elimina la contraescarpa y el camino cubierto del foso, sustituyéndolos por una suave pendiente. Para proteger el foso de la infantería enemiga diseñó un muro, el llamado muro de Carnot. Este corría paralelo a este en su parte inferior con numerosas troneras y que la infantería defensora podía recorrer y del que podía salir a defender en campo abierto, mientras era cubierta por tiro parabólico desde la fortaleza.
Este sistema fue muy controvertido y se indicaron las siguientes críticas:
- El muro de Carnot es vulnerable a la artillería y puede ser dañado incluso si no se ve.
- La eficacia del fuego de mortero es limitada.
- Las salidas de contraataque son poco efectivas como defensa.
- El sistema requiere demasiados recursos y tropas para ser efectivo.

Por estos motivos el sistema fue poco popular pero algunas naciones construyeron fortificaciones siguiendo el modelo de Carnot, como las que el ingeniero austriaco Franz von Scholl construyó en Verona en la década de 1830, o las de las ciudades alemanas de Ulm y Coblenza o las de Varsovia bajo dominio ruso.

### El fuerte poligonal
A partir de las guerras napoleónicas los diseños se adaptaron a la nueva realidad del campo de batalla, haciéndose más pequeños y sólidos y con potencia de fuego muy superior que evitaba que el enemigo pudiera aproximarse siquiera. Las formas se volvieron más macizas y sencillas, desapareciendo las complejas obras externas y anticipando el concepto de búnker del siglo XX.

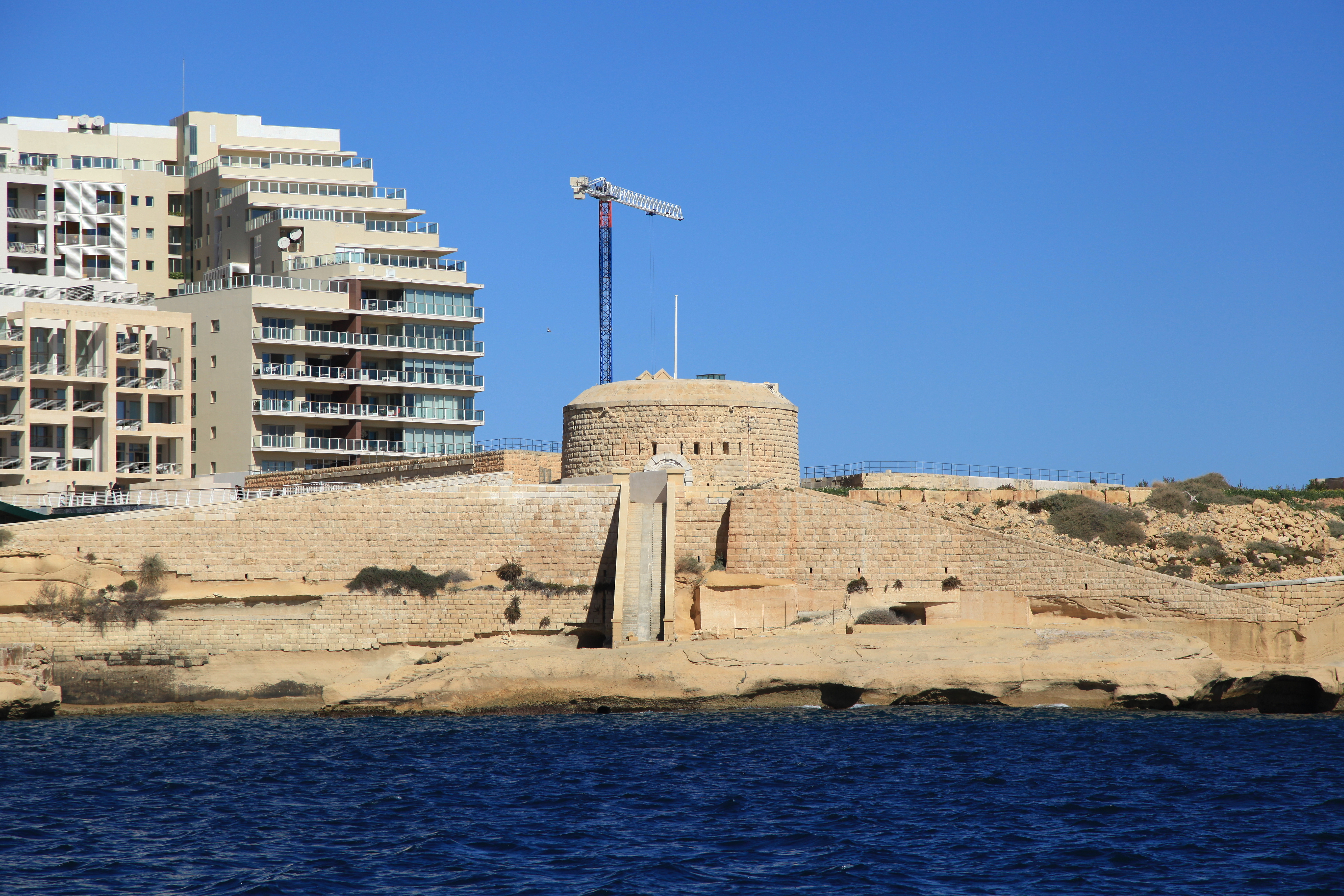
Fuerte Tigné en Malta.

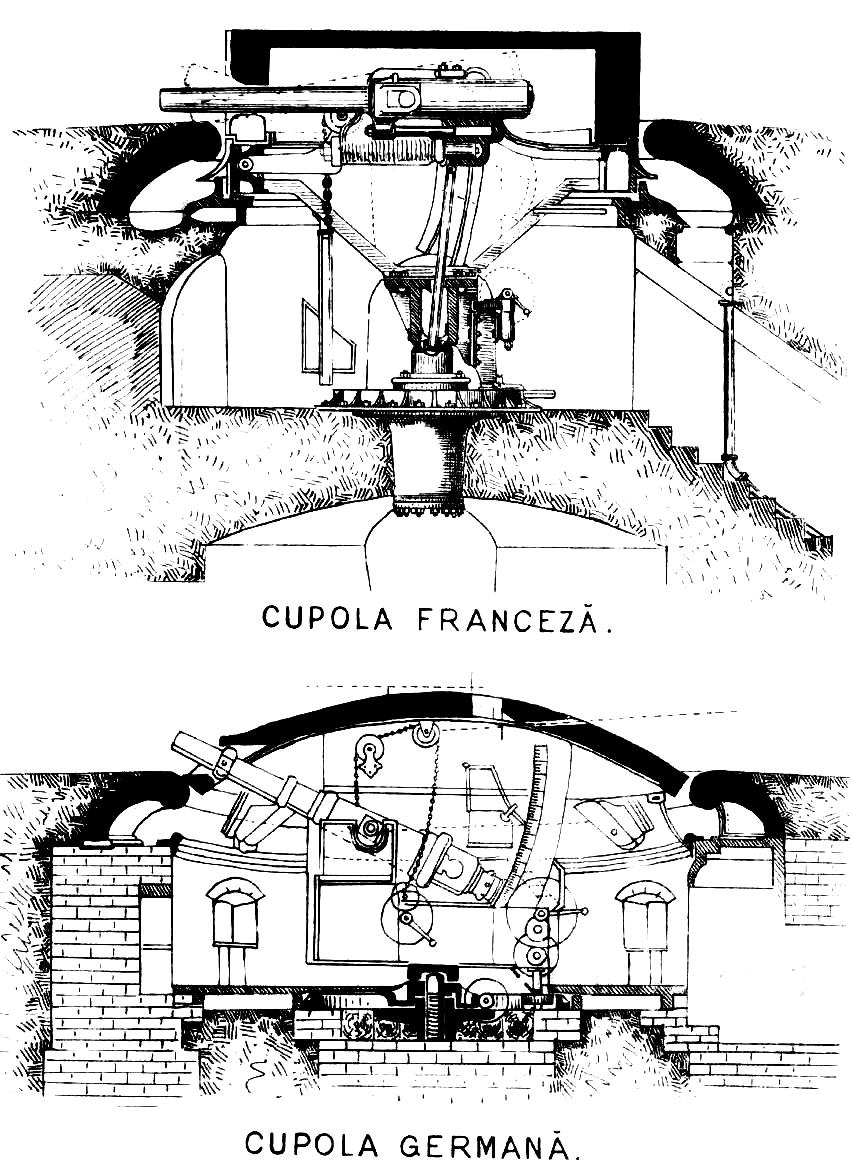
Casamatas francesa (Mougin, con cañones de Bange de 155mm) y alemana (Schumann-Gruson, con cañones Krupp) durante los test comparativos que se llevaron a cabo en Cotroceni, Rumanía, en 1885 bajo supervisión de Brialmont. Las cúpulas alemanas se mostraron más precisas y sólidas y las francesas más fiables y rápidas.

La primera que se puede considerar como fortaleza poligonal es el fuerte Tigné, construido en Malta en 1795 por Antoine Étienne de Tousard, ingeniero de la Orden de San Juan de Jerusalén, que probablemente siguió modelos de Jean Le Michaud d'Arçon quien había diseñado unas lunetas que seguían los preceptos de Montalembert (de quien paradójicamente d'Arçon era detractor).

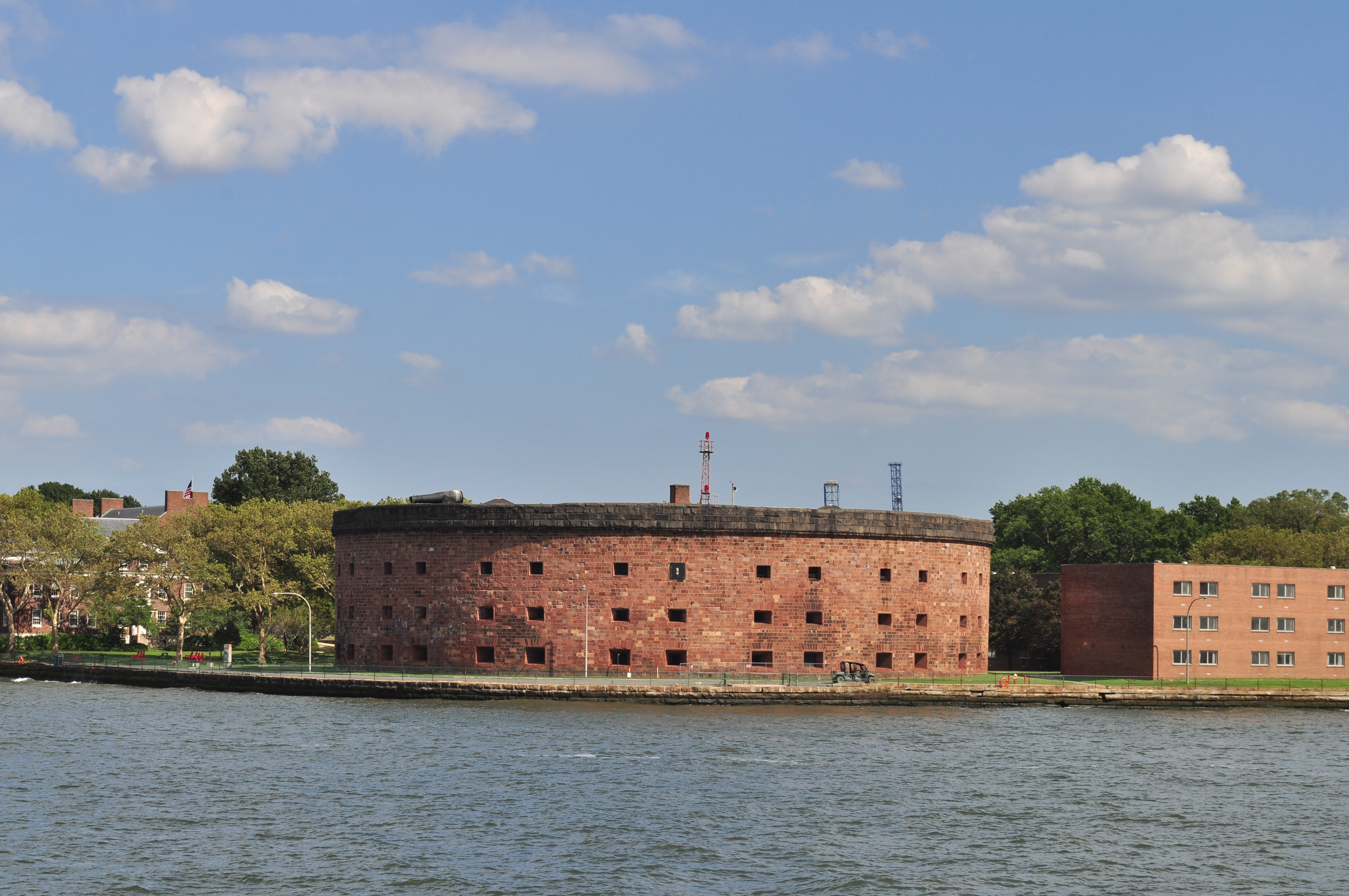
Castle Williams en el puerto de Nueva York.

En Estados Unidos el primer fuerte poligonal fue construido por el coronel Jonathan Williams tras ver las fortalezas costeras de Montalembert. A su regreso a América construyó hacia 1807 Castle Williams en el puerto de Nueva York, que serviría de modelo para otras construcciones posteriores del sistema defensivo estadounidense.

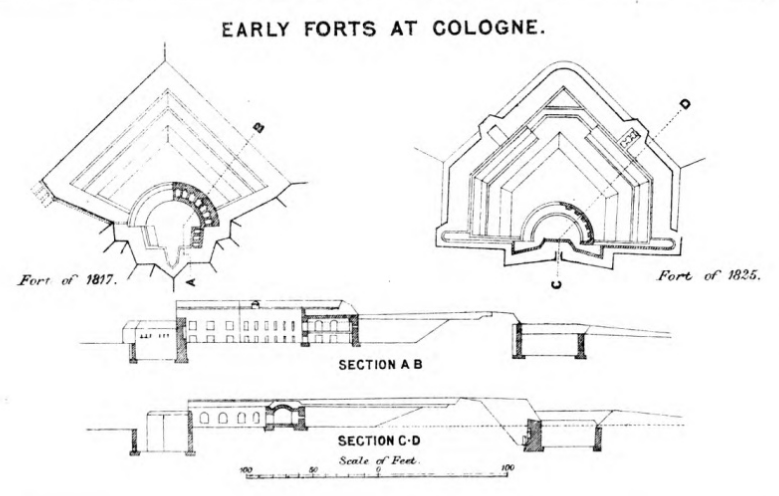
Fuertes construidos en Colonia entre 1817 y 1825.

La Confederación Germánica que se formó tras la derrota de Napoleón tuvo como prioridad fortificar sus dominios frente a Rusia y Francia. Para ello emplearon los servicios de Ernst Ludwig von Aster y su asistente Gustav von Rauch quienes comenzaron por renovar las defensas de Colonia y Coblenza en el cauce del Rin. Sus diseños siguen claramente la pauta de Montalembert y Carnot, con fortalezas rodeadas de varios anillos de fortificaciones, cada uno de cientos de metros, construidas de manera que se pudieran apoyar mutuamente. Los perímetros eran polígonos de 4 o 5 caras a 95° en cuyo centro había un fuerte con baterías de cañones. La parte trasera estaba cubierta por un muro delgado, suficiente para detener un ataque de infantería pero que en caso de que el fuerte cayera en manos enemigas podía ser demolido rápidamente por la artillería amiga haciendo inservibles las instalaciones. Aunque Aster dijo que esto no se podía considerar un sistema específico se le acabó llamando sistema prusiano, y cuando ingenieros austriacos comenzaron a construir de manera similar se les llamó sistema alemán colectivamente.
La Guerra de Crimea (1853-1856) evidenció la importancia de la evolución de la artillería y las nuevas técnicas de construcción. Durante el asalto a Sebastopol, los cañones de ánima rayada se mostraron netamente superiores a los tradicionales, y las fortificaciones con artillería en casamata donde las había, demostraron su eficacia.

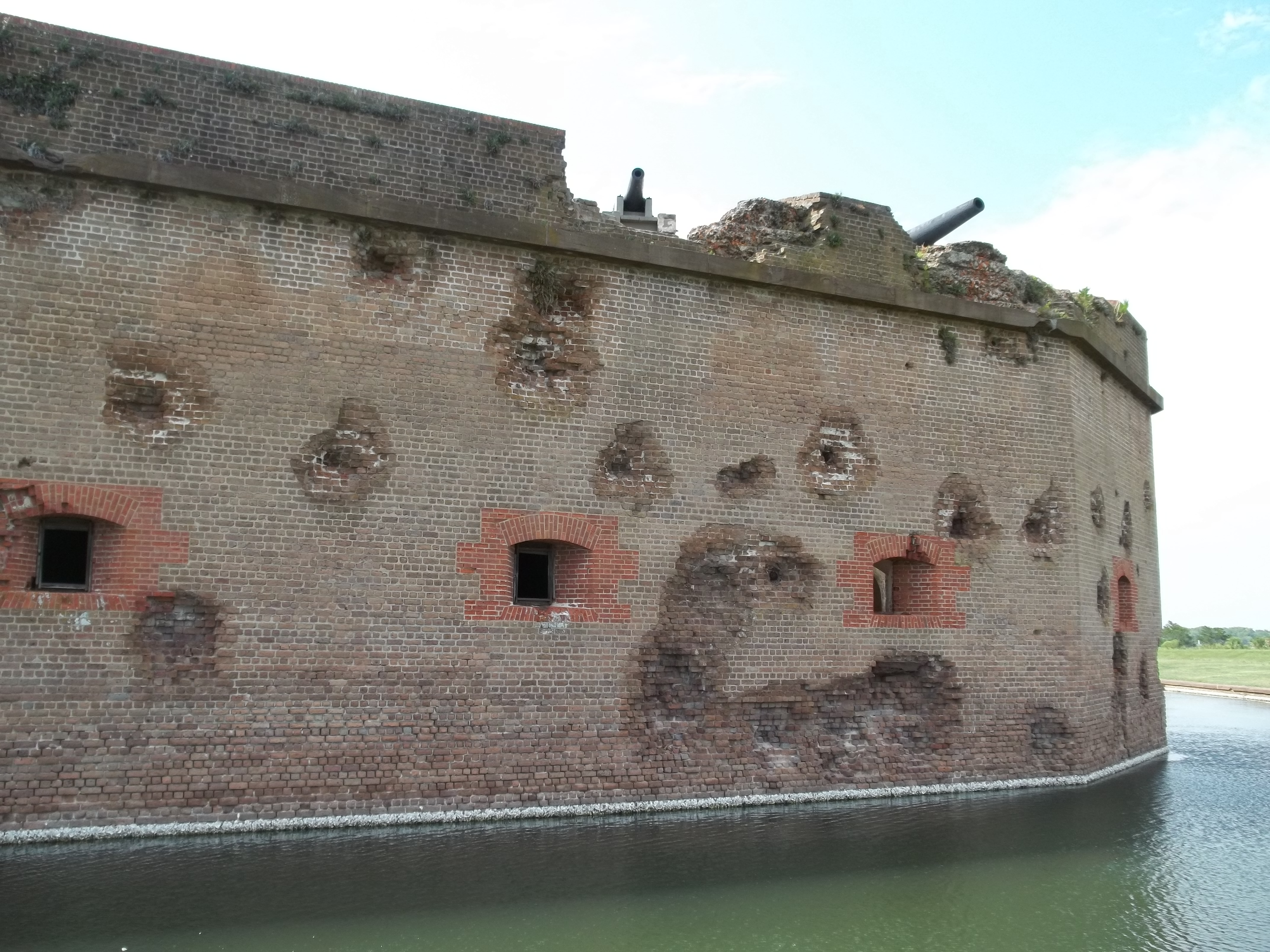
Fort Pulaski en Savannah. Se puede apreciar el daño causado por la artillería unionista.

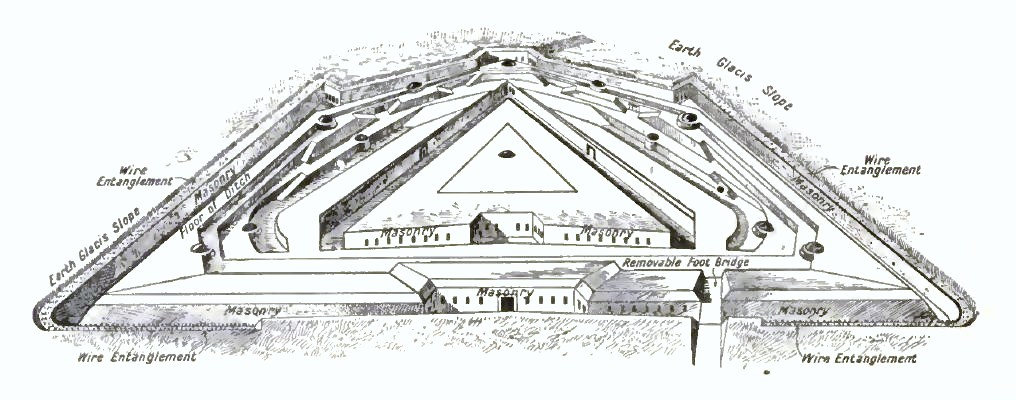
Uno de los diseños de Brialmont, de 1914.

En los Estados Unidos la guerra de Secesión (1861-1865) también aportó importantes lecciones. La mayor parte de las fortalezas se habían construido en el litoral siguiendo el ejemplo de Williams. Estos muros de mampostería se mostraron frágiles frente a la nueva artillería, como sucedió en Fort Pulaski, en manos de los confederados, por lo que se comenzó a buscar nuevos materiales.
En Francia, tras el desastre de la guerra franco-prusiana se renovó el sistema defensivo dejando atrás finalmente el sistema de baluartes. A partir de 1874 se inició un ambicioso programa de fortificaciones bajo la supervisión del general Raymond Adolphe Séré de Rivières en el que hasta 1885 se construyeron 196 fuertes, 278 baterías y 58 obras menores. El sistema Séré de Rivières constaba de una red fuertes situados a unos 12 km de los centros urbanos en ladrillo y piedra, situados en dos líneas de defensa, una exterior y otra interna de apoyo con fuertes en puntos críticos llamados forts d'arrêt, como los de Manonviller, que protegía la línea férrea París-Saverne, o Bourlémont. La pérdida de Alsacia-Lorena obligó a crear una nueva área defensiva en el interior de Francia, mientras que los prusianos construyeron fuertes semejantes bajo las órdenes de Hans Alexis von Bichler.
Sin embargo, durante la década de 1880 incluso estos diseños debieron ser revisados. En este periodo la potencia de la artillería se multiplicó gracias a la introducción de obuses explosivos. En 1885 Eugène Turpin patentó una forma de ácido pícrico que era lo bastante estable para ser utilizada en la munición de artillería. Esto, unido a otros avances, como el desarrollo del obús con forma de ojiva y de la espoleta retardada, que hacía explotar la carga después de hundirse en la estructura causando más daños, causó una crisis que obligó a revisar de nuevo las construcciones existentes. Los franceses hicieron pruebas sobre el fuerte de Malmaison y concluyeron que las construcciones de la época no eran capaces de resistir la nueva artillería, especialmente vulnerables era la artillería defensora si no estaba protegida. Por ello tuvieron que reforzar los fuertes recién construidos de Séré de Rivières con hormigón. Durante este periodo se generalizan las casamatas blindadas, primero con hierro laminado y hierro fundido y a partir de 1885 con acero. Se instalaron también puestos de observación retráctiles y se incorporaron nuevas tecnologías como la electricidad.
Los belgas por su parte, aún no habían empezado a construir a gran escala por lo que el ingeniero Henri Alexis Brialmont pudo iniciar sus proyectos incorporando estos nuevos criterios. Los fuertes de Brialmont son triangulares y construidos con gran cantidad de hormigón. Los cañones se sitúan en torretas giratorias independientes. Dichos fuertes estaban pensados para resistir fuego de artillería de 210 mm, el mayor calibre empleado hasta el momento.
Durante las guerras mundiales las fortificaciones estáticas fueron perdiendo progresivamente relevancia estratégica, como demostró la toma de Eben Emael y la caída de Francia pese a las defensas de la Línea Maginot en la Segunda Guerra Mundial.